# Edward Lasker
Pour les articles homonymes, voir Lasker.
Ne doit pas être confondu avec Emanuel Lasker.
Edward Lasker est un ingénieur, un auteur, un joueur d'échecs et un joueur de go américain, né le 3 décembre 1885 à Kempen, arrondissement de Kempen-en-Posnanie, province de Posnanie, royaume de Prusse, et mort le 25 mars 1981  à New York. Surtout connu en Europe en qualité de joueur d'échecs, il a obtenu le titre de maître international par la FIDE[Quand ?]. Il est lointainement lié au champion du monde d'échecs Emanuel Lasker, avec qui il est parfois confondu.

## Biographie

### Enfance et formation
Edward Lasker nait à Kempen, à l'époque en royaume de Prusse. Pendant la Première Guerre mondiale, il émigre d'abord en Angleterre, puis aux États-Unis, d'où sa mère était originaire. Mobilisé lorsque les États-Unis entrent en guerre, mais avec un droit de dispense en tant qu'Allemand, il opte pour l'incorporation, pensant accéder ainsi plus rapidement à la citoyenneté américaine. Mais la guerre prend fin avant qu'il ne soit appelé.
Ayant obtenu une licence en génie mécanique et électrotechnique à l'université de Berlin, il invente un modèle de tire-lait mécanique, qui permet de sauver la vie de beaucoup d'enfants prématurés et lui rapporte beaucoup d'argent. Cela lui vaut aussi de se faire surnommer « chest player » par ses amis.

### Carrière échiquéenne
Edward Lasker publie plusieurs livres sur le jeu de dames appelé English draughts ou American checkers, sur le jeu d'échecs, ainsi que sur le go. Son meilleur résultat est une perte serrée avec 8.5 points contre 9.5 face à Frank Marshall au championnat américain de 1923. À la suite de cet événement, Lasker est invité à participer au légendaire tournoi d'échecs de New York de 1924, avec les premiers joueurs mondiaux de l'époque : Alekhine, Capablanca, Rubinstein, Emanuel Lasker et Réti.  
Sa partie la plus célèbre est celle de la reine sacrifiée suivie d'une chasse au roi contre Sir George Thomas (voir plus bas).
Edward Lasker était ami avec l'ancien champion du monde d'échecs, Emanuel Lasker. La question de relation de parenté a fait l'objet de controverses. Au sujet du tournoi de New York de 1924, Edward Lasker a écrit dans ses mémoires : « Je ne savais pas que nous avions effectivement un lien de parenté jusqu'à ce qu'il (Emanuel Lasker) me dise peu avant sa mort que quelqu'un lui avait montré un arbre généalogique de la famille Lasker avec une des branches sur laquelle je figurais. »

### Jeu de go
Lasker était profondément impressionné par le jeu de go. Il lut tout d'abord un article de magazine d'Oskar Korschelt qui présentait le go comme un rival possible au jeu d'échecs, ce qu'il trouva plutôt amusant. Son intérêt fut piqué une seconde fois un jour où il remarqua le compte rendu d'une partie de go au dos d'un journal japonais que lisait un client dans le café où il jouait aux échecs. Le client une fois parti, lui et Max Lange (de) déchiffrèrent le diagramme, mais le jeu n'était pas complet. La notation semblait indiquer une victoire noire, mais étant incapables de lire le japonais, ils se renseignèrent auprès d'un autre consommateur japonais. À leur surprise, il s'agissait en fait d'un abandon des noirs. Après trois semaines d'étude, Max Lange fut en état de comprendre la raison de la victoire blanche. Cette expérience les mena à s'intéresser très sérieusement au jeu de go, sans toutefois parvenir à y intéresser d'autres joueurs d'échecs.
Deux ans plus tard, Emanuel Lasker, alors champion du monde d'échecs, retourna en Allemagne. Quand  Edward lui dit qu'il avait trouvé un jeu pouvant concurrencer les échecs, il fut sceptique, mais après s'être fait enseigner les règles et avoir joué une partie, il comprit la profondeur stratégique du go. Ils commencèrent à apprendre le go avec Yasugoro Kitabatake, un étudiant japonais, et au bout de deux ans, ils étaient capables de le battre sans handicap. 
Kitabatake organisa une partie pour Edward, avec Emanuel et son frère Berthold, contre un mathématicien japonais en visite, expert en go. Les Lasker prirent un handicap de 9 pierres, et jouaient en concertation, considérant leurs coups avec prudence, mais leur adversaire les battit sans trop d'effort ni de réflexion. Après la partie, Emanuel proposa à Edward un séjour à Tokyo pour étudier le go. En 1911, Edward obtint un poste chez AEG. Après y avoir travaillé un an, il demanda son transfert à Tokyo, mais il dut aller d'abord travailler en Angleterre pour parfaire son anglais. Il y fut détenu pendant la Première Guerre mondiale et n'alla jamais à Tokyo. Néanmoins, il se fit accorder la permission de travailler aux États-Unis par Sir Haldane Porter, qui se rappela l'avoir vu gagner le Tournoi d'échecs de Londres de mai 1914. Lasker s'employa à développer le go aux États-Unis et fonda avec Karl Davis Robinson et Lee Hartman l'Association américaine de go.

## Une partie d'échecs remarquable
|   | a | b | c | d | e | f | g | h |   |
| 8 | Tour noire sur case blanche a8 · Cavalier noir sur case noire b8 · Tour noire sur case noire f8 · Roi noir sur case blanche g8 · Pion noir sur case noire a7 · Fou noir sur case blanche b7 · Pion noir sur case noire c7 · Pion noir sur case blanche d7 · Dame noire sur case noire e7 · Pion noir sur case noire g7 · Pion noir sur case blanche h7 · Pion noir sur case noire b6 · Pion noir sur case blanche e6 · Fou noir sur case noire f6 · Cavalier blanc sur case noire e5 · Dame blanche sur case blanche h5 · Pion blanc sur case noire d4 · Cavalier blanc sur case blanche e4 · Fou blanc sur case blanche d3 · Pion blanc sur case blanche a2 · Pion blanc sur case noire b2 · Pion blanc sur case blanche c2 · Pion blanc sur case noire f2 · Pion blanc sur case blanche g2 · Pion blanc sur case noire h2 · Tour blanche sur case noire a1 · Roi blanc sur case noire e1 · Tour blanche sur case blanche h1 | Tour noire sur case blanche a8 · Cavalier noir sur case noire b8 · Tour noire sur case noire f8 · Roi noir sur case blanche g8 · Pion noir sur case noire a7 · Fou noir sur case blanche b7 · Pion noir sur case noire c7 · Pion noir sur case blanche d7 · Dame noire sur case noire e7 · Pion noir sur case noire g7 · Pion noir sur case blanche h7 · Pion noir sur case noire b6 · Pion noir sur case blanche e6 · Fou noir sur case noire f6 · Cavalier blanc sur case noire e5 · Dame blanche sur case blanche h5 · Pion blanc sur case noire d4 · Cavalier blanc sur case blanche e4 · Fou blanc sur case blanche d3 · Pion blanc sur case blanche a2 · Pion blanc sur case noire b2 · Pion blanc sur case blanche c2 · Pion blanc sur case noire f2 · Pion blanc sur case blanche g2 · Pion blanc sur case noire h2 · Tour blanche sur case noire a1 · Roi blanc sur case noire e1 · Tour blanche sur case blanche h1 | Tour noire sur case blanche a8 · Cavalier noir sur case noire b8 · Tour noire sur case noire f8 · Roi noir sur case blanche g8 · Pion noir sur case noire a7 · Fou noir sur case blanche b7 · Pion noir sur case noire c7 · Pion noir sur case blanche d7 · Dame noire sur case noire e7 · Pion noir sur case noire g7 · Pion noir sur case blanche h7 · Pion noir sur case noire b6 · Pion noir sur case blanche e6 · Fou noir sur case noire f6 · Cavalier blanc sur case noire e5 · Dame blanche sur case blanche h5 · Pion blanc sur case noire d4 · Cavalier blanc sur case blanche e4 · Fou blanc sur case blanche d3 · Pion blanc sur case blanche a2 · Pion blanc sur case noire b2 · Pion blanc sur case blanche c2 · Pion blanc sur case noire f2 · Pion blanc sur case blanche g2 · Pion blanc sur case noire h2 · Tour blanche sur case noire a1 · Roi blanc sur case noire e1 · Tour blanche sur case blanche h1 | Tour noire sur case blanche a8 · Cavalier noir sur case noire b8 · Tour noire sur case noire f8 · Roi noir sur case blanche g8 · Pion noir sur case noire a7 · Fou noir sur case blanche b7 · Pion noir sur case noire c7 · Pion noir sur case blanche d7 · Dame noire sur case noire e7 · Pion noir sur case noire g7 · Pion noir sur case blanche h7 · Pion noir sur case noire b6 · Pion noir sur case blanche e6 · Fou noir sur case noire f6 · Cavalier blanc sur case noire e5 · Dame blanche sur case blanche h5 · Pion blanc sur case noire d4 · Cavalier blanc sur case blanche e4 · Fou blanc sur case blanche d3 · Pion blanc sur case blanche a2 · Pion blanc sur case noire b2 · Pion blanc sur case blanche c2 · Pion blanc sur case noire f2 · Pion blanc sur case blanche g2 · Pion blanc sur case noire h2 · Tour blanche sur case noire a1 · Roi blanc sur case noire e1 · Tour blanche sur case blanche h1 | Tour noire sur case blanche a8 · Cavalier noir sur case noire b8 · Tour noire sur case noire f8 · Roi noir sur case blanche g8 · Pion noir sur case noire a7 · Fou noir sur case blanche b7 · Pion noir sur case noire c7 · Pion noir sur case blanche d7 · Dame noire sur case noire e7 · Pion noir sur case noire g7 · Pion noir sur case blanche h7 · Pion noir sur case noire b6 · Pion noir sur case blanche e6 · Fou noir sur case noire f6 · Cavalier blanc sur case noire e5 · Dame blanche sur case blanche h5 · Pion blanc sur case noire d4 · Cavalier blanc sur case blanche e4 · Fou blanc sur case blanche d3 · Pion blanc sur case blanche a2 · Pion blanc sur case noire b2 · Pion blanc sur case blanche c2 · Pion blanc sur case noire f2 · Pion blanc sur case blanche g2 · Pion blanc sur case noire h2 · Tour blanche sur case noire a1 · Roi blanc sur case noire e1 · Tour blanche sur case blanche h1 | Tour noire sur case blanche a8 · Cavalier noir sur case noire b8 · Tour noire sur case noire f8 · Roi noir sur case blanche g8 · Pion noir sur case noire a7 · Fou noir sur case blanche b7 · Pion noir sur case noire c7 · Pion noir sur case blanche d7 · Dame noire sur case noire e7 · Pion noir sur case noire g7 · Pion noir sur case blanche h7 · Pion noir sur case noire b6 · Pion noir sur case blanche e6 · Fou noir sur case noire f6 · Cavalier blanc sur case noire e5 · Dame blanche sur case blanche h5 · Pion blanc sur case noire d4 · Cavalier blanc sur case blanche e4 · Fou blanc sur case blanche d3 · Pion blanc sur case blanche a2 · Pion blanc sur case noire b2 · Pion blanc sur case blanche c2 · Pion blanc sur case noire f2 · Pion blanc sur case blanche g2 · Pion blanc sur case noire h2 · Tour blanche sur case noire a1 · Roi blanc sur case noire e1 · Tour blanche sur case blanche h1 | Tour noire sur case blanche a8 · Cavalier noir sur case noire b8 · Tour noire sur case noire f8 · Roi noir sur case blanche g8 · Pion noir sur case noire a7 · Fou noir sur case blanche b7 · Pion noir sur case noire c7 · Pion noir sur case blanche d7 · Dame noire sur case noire e7 · Pion noir sur case noire g7 · Pion noir sur case blanche h7 · Pion noir sur case noire b6 · Pion noir sur case blanche e6 · Fou noir sur case noire f6 · Cavalier blanc sur case noire e5 · Dame blanche sur case blanche h5 · Pion blanc sur case noire d4 · Cavalier blanc sur case blanche e4 · Fou blanc sur case blanche d3 · Pion blanc sur case blanche a2 · Pion blanc sur case noire b2 · Pion blanc sur case blanche c2 · Pion blanc sur case noire f2 · Pion blanc sur case blanche g2 · Pion blanc sur case noire h2 · Tour blanche sur case noire a1 · Roi blanc sur case noire e1 · Tour blanche sur case blanche h1 | Tour noire sur case blanche a8 · Cavalier noir sur case noire b8 · Tour noire sur case noire f8 · Roi noir sur case blanche g8 · Pion noir sur case noire a7 · Fou noir sur case blanche b7 · Pion noir sur case noire c7 · Pion noir sur case blanche d7 · Dame noire sur case noire e7 · Pion noir sur case noire g7 · Pion noir sur case blanche h7 · Pion noir sur case noire b6 · Pion noir sur case blanche e6 · Fou noir sur case noire f6 · Cavalier blanc sur case noire e5 · Dame blanche sur case blanche h5 · Pion blanc sur case noire d4 · Cavalier blanc sur case blanche e4 · Fou blanc sur case blanche d3 · Pion blanc sur case blanche a2 · Pion blanc sur case noire b2 · Pion blanc sur case blanche c2 · Pion blanc sur case noire f2 · Pion blanc sur case blanche g2 · Pion blanc sur case noire h2 · Tour blanche sur case noire a1 · Roi blanc sur case noire e1 · Tour blanche sur case blanche h1 | 8 |
| 7 | Tour noire sur case blanche a8 · Cavalier noir sur case noire b8 · Tour noire sur case noire f8 · Roi noir sur case blanche g8 · Pion noir sur case noire a7 · Fou noir sur case blanche b7 · Pion noir sur case noire c7 · Pion noir sur case blanche d7 · Dame noire sur case noire e7 · Pion noir sur case noire g7 · Pion noir sur case blanche h7 · Pion noir sur case noire b6 · Pion noir sur case blanche e6 · Fou noir sur case noire f6 · Cavalier blanc sur case noire e5 · Dame blanche sur case blanche h5 · Pion blanc sur case noire d4 · Cavalier blanc sur case blanche e4 · Fou blanc sur case blanche d3 · Pion blanc sur case blanche a2 · Pion blanc sur case noire b2 · Pion blanc sur case blanche c2 · Pion blanc sur case noire f2 · Pion blanc sur case blanche g2 · Pion blanc sur case noire h2 · Tour blanche sur case noire a1 · Roi blanc sur case noire e1 · Tour blanche sur case blanche h1 | Tour noire sur case blanche a8 · Cavalier noir sur case noire b8 · Tour noire sur case noire f8 · Roi noir sur case blanche g8 · Pion noir sur case noire a7 · Fou noir sur case blanche b7 · Pion noir sur case noire c7 · Pion noir sur case blanche d7 · Dame noire sur case noire e7 · Pion noir sur case noire g7 · Pion noir sur case blanche h7 · Pion noir sur case noire b6 · Pion noir sur case blanche e6 · Fou noir sur case noire f6 · Cavalier blanc sur case noire e5 · Dame blanche sur case blanche h5 · Pion blanc sur case noire d4 · Cavalier blanc sur case blanche e4 · Fou blanc sur case blanche d3 · Pion blanc sur case blanche a2 · Pion blanc sur case noire b2 · Pion blanc sur case blanche c2 · Pion blanc sur case noire f2 · Pion blanc sur case blanche g2 · Pion blanc sur case noire h2 · Tour blanche sur case noire a1 · Roi blanc sur case noire e1 · Tour blanche sur case blanche h1 | Tour noire sur case blanche a8 · Cavalier noir sur case noire b8 · Tour noire sur case noire f8 · Roi noir sur case blanche g8 · Pion noir sur case noire a7 · Fou noir sur case blanche b7 · Pion noir sur case noire c7 · Pion noir sur case blanche d7 · Dame noire sur case noire e7 · Pion noir sur case noire g7 · Pion noir sur case blanche h7 · Pion noir sur case noire b6 · Pion noir sur case blanche e6 · Fou noir sur case noire f6 · Cavalier blanc sur case noire e5 · Dame blanche sur case blanche h5 · Pion blanc sur case noire d4 · Cavalier blanc sur case blanche e4 · Fou blanc sur case blanche d3 · Pion blanc sur case blanche a2 · Pion blanc sur case noire b2 · Pion blanc sur case blanche c2 · Pion blanc sur case noire f2 · Pion blanc sur case blanche g2 · Pion blanc sur case noire h2 · Tour blanche sur case noire a1 · Roi blanc sur case noire e1 · Tour blanche sur case blanche h1 | Tour noire sur case blanche a8 · Cavalier noir sur case noire b8 · Tour noire sur case noire f8 · Roi noir sur case blanche g8 · Pion noir sur case noire a7 · Fou noir sur case blanche b7 · Pion noir sur case noire c7 · Pion noir sur case blanche d7 · Dame noire sur case noire e7 · Pion noir sur case noire g7 · Pion noir sur case blanche h7 · Pion noir sur case noire b6 · Pion noir sur case blanche e6 · Fou noir sur case noire f6 · Cavalier blanc sur case noire e5 · Dame blanche sur case blanche h5 · Pion blanc sur case noire d4 · Cavalier blanc sur case blanche e4 · Fou blanc sur case blanche d3 · Pion blanc sur case blanche a2 · Pion blanc sur case noire b2 · Pion blanc sur case blanche c2 · Pion blanc sur case noire f2 · Pion blanc sur case blanche g2 · Pion blanc sur case noire h2 · Tour blanche sur case noire a1 · Roi blanc sur case noire e1 · Tour blanche sur case blanche h1 | Tour noire sur case blanche a8 · Cavalier noir sur case noire b8 · Tour noire sur case noire f8 · Roi noir sur case blanche g8 · Pion noir sur case noire a7 · Fou noir sur case blanche b7 · Pion noir sur case noire c7 · Pion noir sur case blanche d7 · Dame noire sur case noire e7 · Pion noir sur case noire g7 · Pion noir sur case blanche h7 · Pion noir sur case noire b6 · Pion noir sur case blanche e6 · Fou noir sur case noire f6 · Cavalier blanc sur case noire e5 · Dame blanche sur case blanche h5 · Pion blanc sur case noire d4 · Cavalier blanc sur case blanche e4 · Fou blanc sur case blanche d3 · Pion blanc sur case blanche a2 · Pion blanc sur case noire b2 · Pion blanc sur case blanche c2 · Pion blanc sur case noire f2 · Pion blanc sur case blanche g2 · Pion blanc sur case noire h2 · Tour blanche sur case noire a1 · Roi blanc sur case noire e1 · Tour blanche sur case blanche h1 | Tour noire sur case blanche a8 · Cavalier noir sur case noire b8 · Tour noire sur case noire f8 · Roi noir sur case blanche g8 · Pion noir sur case noire a7 · Fou noir sur case blanche b7 · Pion noir sur case noire c7 · Pion noir sur case blanche d7 · Dame noire sur case noire e7 · Pion noir sur case noire g7 · Pion noir sur case blanche h7 · Pion noir sur case noire b6 · Pion noir sur case blanche e6 · Fou noir sur case noire f6 · Cavalier blanc sur case noire e5 · Dame blanche sur case blanche h5 · Pion blanc sur case noire d4 · Cavalier blanc sur case blanche e4 · Fou blanc sur case blanche d3 · Pion blanc sur case blanche a2 · Pion blanc sur case noire b2 · Pion blanc sur case blanche c2 · Pion blanc sur case noire f2 · Pion blanc sur case blanche g2 · Pion blanc sur case noire h2 · Tour blanche sur case noire a1 · Roi blanc sur case noire e1 · Tour blanche sur case blanche h1 | Tour noire sur case blanche a8 · Cavalier noir sur case noire b8 · Tour noire sur case noire f8 · Roi noir sur case blanche g8 · Pion noir sur case noire a7 · Fou noir sur case blanche b7 · Pion noir sur case noire c7 · Pion noir sur case blanche d7 · Dame noire sur case noire e7 · Pion noir sur case noire g7 · Pion noir sur case blanche h7 · Pion noir sur case noire b6 · Pion noir sur case blanche e6 · Fou noir sur case noire f6 · Cavalier blanc sur case noire e5 · Dame blanche sur case blanche h5 · Pion blanc sur case noire d4 · Cavalier blanc sur case blanche e4 · Fou blanc sur case blanche d3 · Pion blanc sur case blanche a2 · Pion blanc sur case noire b2 · Pion blanc sur case blanche c2 · Pion blanc sur case noire f2 · Pion blanc sur case blanche g2 · Pion blanc sur case noire h2 · Tour blanche sur case noire a1 · Roi blanc sur case noire e1 · Tour blanche sur case blanche h1 | Tour noire sur case blanche a8 · Cavalier noir sur case noire b8 · Tour noire sur case noire f8 · Roi noir sur case blanche g8 · Pion noir sur case noire a7 · Fou noir sur case blanche b7 · Pion noir sur case noire c7 · Pion noir sur case blanche d7 · Dame noire sur case noire e7 · Pion noir sur case noire g7 · Pion noir sur case blanche h7 · Pion noir sur case noire b6 · Pion noir sur case blanche e6 · Fou noir sur case noire f6 · Cavalier blanc sur case noire e5 · Dame blanche sur case blanche h5 · Pion blanc sur case noire d4 · Cavalier blanc sur case blanche e4 · Fou blanc sur case blanche d3 · Pion blanc sur case blanche a2 · Pion blanc sur case noire b2 · Pion blanc sur case blanche c2 · Pion blanc sur case noire f2 · Pion blanc sur case blanche g2 · Pion blanc sur case noire h2 · Tour blanche sur case noire a1 · Roi blanc sur case noire e1 · Tour blanche sur case blanche h1 | 7 |
| 6 | Tour noire sur case blanche a8 · Cavalier noir sur case noire b8 · Tour noire sur case noire f8 · Roi noir sur case blanche g8 · Pion noir sur case noire a7 · Fou noir sur case blanche b7 · Pion noir sur case noire c7 · Pion noir sur case blanche d7 · Dame noire sur case noire e7 · Pion noir sur case noire g7 · Pion noir sur case blanche h7 · Pion noir sur case noire b6 · Pion noir sur case blanche e6 · Fou noir sur case noire f6 · Cavalier blanc sur case noire e5 · Dame blanche sur case blanche h5 · Pion blanc sur case noire d4 · Cavalier blanc sur case blanche e4 · Fou blanc sur case blanche d3 · Pion blanc sur case blanche a2 · Pion blanc sur case noire b2 · Pion blanc sur case blanche c2 · Pion blanc sur case noire f2 · Pion blanc sur case blanche g2 · Pion blanc sur case noire h2 · Tour blanche sur case noire a1 · Roi blanc sur case noire e1 · Tour blanche sur case blanche h1 | Tour noire sur case blanche a8 · Cavalier noir sur case noire b8 · Tour noire sur case noire f8 · Roi noir sur case blanche g8 · Pion noir sur case noire a7 · Fou noir sur case blanche b7 · Pion noir sur case noire c7 · Pion noir sur case blanche d7 · Dame noire sur case noire e7 · Pion noir sur case noire g7 · Pion noir sur case blanche h7 · Pion noir sur case noire b6 · Pion noir sur case blanche e6 · Fou noir sur case noire f6 · Cavalier blanc sur case noire e5 · Dame blanche sur case blanche h5 · Pion blanc sur case noire d4 · Cavalier blanc sur case blanche e4 · Fou blanc sur case blanche d3 · Pion blanc sur case blanche a2 · Pion blanc sur case noire b2 · Pion blanc sur case blanche c2 · Pion blanc sur case noire f2 · Pion blanc sur case blanche g2 · Pion blanc sur case noire h2 · Tour blanche sur case noire a1 · Roi blanc sur case noire e1 · Tour blanche sur case blanche h1 | Tour noire sur case blanche a8 · Cavalier noir sur case noire b8 · Tour noire sur case noire f8 · Roi noir sur case blanche g8 · Pion noir sur case noire a7 · Fou noir sur case blanche b7 · Pion noir sur case noire c7 · Pion noir sur case blanche d7 · Dame noire sur case noire e7 · Pion noir sur case noire g7 · Pion noir sur case blanche h7 · Pion noir sur case noire b6 · Pion noir sur case blanche e6 · Fou noir sur case noire f6 · Cavalier blanc sur case noire e5 · Dame blanche sur case blanche h5 · Pion blanc sur case noire d4 · Cavalier blanc sur case blanche e4 · Fou blanc sur case blanche d3 · Pion blanc sur case blanche a2 · Pion blanc sur case noire b2 · Pion blanc sur case blanche c2 · Pion blanc sur case noire f2 · Pion blanc sur case blanche g2 · Pion blanc sur case noire h2 · Tour blanche sur case noire a1 · Roi blanc sur case noire e1 · Tour blanche sur case blanche h1 | Tour noire sur case blanche a8 · Cavalier noir sur case noire b8 · Tour noire sur case noire f8 · Roi noir sur case blanche g8 · Pion noir sur case noire a7 · Fou noir sur case blanche b7 · Pion noir sur case noire c7 · Pion noir sur case blanche d7 · Dame noire sur case noire e7 · Pion noir sur case noire g7 · Pion noir sur case blanche h7 · Pion noir sur case noire b6 · Pion noir sur case blanche e6 · Fou noir sur case noire f6 · Cavalier blanc sur case noire e5 · Dame blanche sur case blanche h5 · Pion blanc sur case noire d4 · Cavalier blanc sur case blanche e4 · Fou blanc sur case blanche d3 · Pion blanc sur case blanche a2 · Pion blanc sur case noire b2 · Pion blanc sur case blanche c2 · Pion blanc sur case noire f2 · Pion blanc sur case blanche g2 · Pion blanc sur case noire h2 · Tour blanche sur case noire a1 · Roi blanc sur case noire e1 · Tour blanche sur case blanche h1 | Tour noire sur case blanche a8 · Cavalier noir sur case noire b8 · Tour noire sur case noire f8 · Roi noir sur case blanche g8 · Pion noir sur case noire a7 · Fou noir sur case blanche b7 · Pion noir sur case noire c7 · Pion noir sur case blanche d7 · Dame noire sur case noire e7 · Pion noir sur case noire g7 · Pion noir sur case blanche h7 · Pion noir sur case noire b6 · Pion noir sur case blanche e6 · Fou noir sur case noire f6 · Cavalier blanc sur case noire e5 · Dame blanche sur case blanche h5 · Pion blanc sur case noire d4 · Cavalier blanc sur case blanche e4 · Fou blanc sur case blanche d3 · Pion blanc sur case blanche a2 · Pion blanc sur case noire b2 · Pion blanc sur case blanche c2 · Pion blanc sur case noire f2 · Pion blanc sur case blanche g2 · Pion blanc sur case noire h2 · Tour blanche sur case noire a1 · Roi blanc sur case noire e1 · Tour blanche sur case blanche h1 | Tour noire sur case blanche a8 · Cavalier noir sur case noire b8 · Tour noire sur case noire f8 · Roi noir sur case blanche g8 · Pion noir sur case noire a7 · Fou noir sur case blanche b7 · Pion noir sur case noire c7 · Pion noir sur case blanche d7 · Dame noire sur case noire e7 · Pion noir sur case noire g7 · Pion noir sur case blanche h7 · Pion noir sur case noire b6 · Pion noir sur case blanche e6 · Fou noir sur case noire f6 · Cavalier blanc sur case noire e5 · Dame blanche sur case blanche h5 · Pion blanc sur case noire d4 · Cavalier blanc sur case blanche e4 · Fou blanc sur case blanche d3 · Pion blanc sur case blanche a2 · Pion blanc sur case noire b2 · Pion blanc sur case blanche c2 · Pion blanc sur case noire f2 · Pion blanc sur case blanche g2 · Pion blanc sur case noire h2 · Tour blanche sur case noire a1 · Roi blanc sur case noire e1 · Tour blanche sur case blanche h1 | Tour noire sur case blanche a8 · Cavalier noir sur case noire b8 · Tour noire sur case noire f8 · Roi noir sur case blanche g8 · Pion noir sur case noire a7 · Fou noir sur case blanche b7 · Pion noir sur case noire c7 · Pion noir sur case blanche d7 · Dame noire sur case noire e7 · Pion noir sur case noire g7 · Pion noir sur case blanche h7 · Pion noir sur case noire b6 · Pion noir sur case blanche e6 · Fou noir sur case noire f6 · Cavalier blanc sur case noire e5 · Dame blanche sur case blanche h5 · Pion blanc sur case noire d4 · Cavalier blanc sur case blanche e4 · Fou blanc sur case blanche d3 · Pion blanc sur case blanche a2 · Pion blanc sur case noire b2 · Pion blanc sur case blanche c2 · Pion blanc sur case noire f2 · Pion blanc sur case blanche g2 · Pion blanc sur case noire h2 · Tour blanche sur case noire a1 · Roi blanc sur case noire e1 · Tour blanche sur case blanche h1 | Tour noire sur case blanche a8 · Cavalier noir sur case noire b8 · Tour noire sur case noire f8 · Roi noir sur case blanche g8 · Pion noir sur case noire a7 · Fou noir sur case blanche b7 · Pion noir sur case noire c7 · Pion noir sur case blanche d7 · Dame noire sur case noire e7 · Pion noir sur case noire g7 · Pion noir sur case blanche h7 · Pion noir sur case noire b6 · Pion noir sur case blanche e6 · Fou noir sur case noire f6 · Cavalier blanc sur case noire e5 · Dame blanche sur case blanche h5 · Pion blanc sur case noire d4 · Cavalier blanc sur case blanche e4 · Fou blanc sur case blanche d3 · Pion blanc sur case blanche a2 · Pion blanc sur case noire b2 · Pion blanc sur case blanche c2 · Pion blanc sur case noire f2 · Pion blanc sur case blanche g2 · Pion blanc sur case noire h2 · Tour blanche sur case noire a1 · Roi blanc sur case noire e1 · Tour blanche sur case blanche h1 | 6 |
| 5 | Tour noire sur case blanche a8 · Cavalier noir sur case noire b8 · Tour noire sur case noire f8 · Roi noir sur case blanche g8 · Pion noir sur case noire a7 · Fou noir sur case blanche b7 · Pion noir sur case noire c7 · Pion noir sur case blanche d7 · Dame noire sur case noire e7 · Pion noir sur case noire g7 · Pion noir sur case blanche h7 · Pion noir sur case noire b6 · Pion noir sur case blanche e6 · Fou noir sur case noire f6 · Cavalier blanc sur case noire e5 · Dame blanche sur case blanche h5 · Pion blanc sur case noire d4 · Cavalier blanc sur case blanche e4 · Fou blanc sur case blanche d3 · Pion blanc sur case blanche a2 · Pion blanc sur case noire b2 · Pion blanc sur case blanche c2 · Pion blanc sur case noire f2 · Pion blanc sur case blanche g2 · Pion blanc sur case noire h2 · Tour blanche sur case noire a1 · Roi blanc sur case noire e1 · Tour blanche sur case blanche h1 | Tour noire sur case blanche a8 · Cavalier noir sur case noire b8 · Tour noire sur case noire f8 · Roi noir sur case blanche g8 · Pion noir sur case noire a7 · Fou noir sur case blanche b7 · Pion noir sur case noire c7 · Pion noir sur case blanche d7 · Dame noire sur case noire e7 · Pion noir sur case noire g7 · Pion noir sur case blanche h7 · Pion noir sur case noire b6 · Pion noir sur case blanche e6 · Fou noir sur case noire f6 · Cavalier blanc sur case noire e5 · Dame blanche sur case blanche h5 · Pion blanc sur case noire d4 · Cavalier blanc sur case blanche e4 · Fou blanc sur case blanche d3 · Pion blanc sur case blanche a2 · Pion blanc sur case noire b2 · Pion blanc sur case blanche c2 · Pion blanc sur case noire f2 · Pion blanc sur case blanche g2 · Pion blanc sur case noire h2 · Tour blanche sur case noire a1 · Roi blanc sur case noire e1 · Tour blanche sur case blanche h1 | Tour noire sur case blanche a8 · Cavalier noir sur case noire b8 · Tour noire sur case noire f8 · Roi noir sur case blanche g8 · Pion noir sur case noire a7 · Fou noir sur case blanche b7 · Pion noir sur case noire c7 · Pion noir sur case blanche d7 · Dame noire sur case noire e7 · Pion noir sur case noire g7 · Pion noir sur case blanche h7 · Pion noir sur case noire b6 · Pion noir sur case blanche e6 · Fou noir sur case noire f6 · Cavalier blanc sur case noire e5 · Dame blanche sur case blanche h5 · Pion blanc sur case noire d4 · Cavalier blanc sur case blanche e4 · Fou blanc sur case blanche d3 · Pion blanc sur case blanche a2 · Pion blanc sur case noire b2 · Pion blanc sur case blanche c2 · Pion blanc sur case noire f2 · Pion blanc sur case blanche g2 · Pion blanc sur case noire h2 · Tour blanche sur case noire a1 · Roi blanc sur case noire e1 · Tour blanche sur case blanche h1 | Tour noire sur case blanche a8 · Cavalier noir sur case noire b8 · Tour noire sur case noire f8 · Roi noir sur case blanche g8 · Pion noir sur case noire a7 · Fou noir sur case blanche b7 · Pion noir sur case noire c7 · Pion noir sur case blanche d7 · Dame noire sur case noire e7 · Pion noir sur case noire g7 · Pion noir sur case blanche h7 · Pion noir sur case noire b6 · Pion noir sur case blanche e6 · Fou noir sur case noire f6 · Cavalier blanc sur case noire e5 · Dame blanche sur case blanche h5 · Pion blanc sur case noire d4 · Cavalier blanc sur case blanche e4 · Fou blanc sur case blanche d3 · Pion blanc sur case blanche a2 · Pion blanc sur case noire b2 · Pion blanc sur case blanche c2 · Pion blanc sur case noire f2 · Pion blanc sur case blanche g2 · Pion blanc sur case noire h2 · Tour blanche sur case noire a1 · Roi blanc sur case noire e1 · Tour blanche sur case blanche h1 | Tour noire sur case blanche a8 · Cavalier noir sur case noire b8 · Tour noire sur case noire f8 · Roi noir sur case blanche g8 · Pion noir sur case noire a7 · Fou noir sur case blanche b7 · Pion noir sur case noire c7 · Pion noir sur case blanche d7 · Dame noire sur case noire e7 · Pion noir sur case noire g7 · Pion noir sur case blanche h7 · Pion noir sur case noire b6 · Pion noir sur case blanche e6 · Fou noir sur case noire f6 · Cavalier blanc sur case noire e5 · Dame blanche sur case blanche h5 · Pion blanc sur case noire d4 · Cavalier blanc sur case blanche e4 · Fou blanc sur case blanche d3 · Pion blanc sur case blanche a2 · Pion blanc sur case noire b2 · Pion blanc sur case blanche c2 · Pion blanc sur case noire f2 · Pion blanc sur case blanche g2 · Pion blanc sur case noire h2 · Tour blanche sur case noire a1 · Roi blanc sur case noire e1 · Tour blanche sur case blanche h1 | Tour noire sur case blanche a8 · Cavalier noir sur case noire b8 · Tour noire sur case noire f8 · Roi noir sur case blanche g8 · Pion noir sur case noire a7 · Fou noir sur case blanche b7 · Pion noir sur case noire c7 · Pion noir sur case blanche d7 · Dame noire sur case noire e7 · Pion noir sur case noire g7 · Pion noir sur case blanche h7 · Pion noir sur case noire b6 · Pion noir sur case blanche e6 · Fou noir sur case noire f6 · Cavalier blanc sur case noire e5 · Dame blanche sur case blanche h5 · Pion blanc sur case noire d4 · Cavalier blanc sur case blanche e4 · Fou blanc sur case blanche d3 · Pion blanc sur case blanche a2 · Pion blanc sur case noire b2 · Pion blanc sur case blanche c2 · Pion blanc sur case noire f2 · Pion blanc sur case blanche g2 · Pion blanc sur case noire h2 · Tour blanche sur case noire a1 · Roi blanc sur case noire e1 · Tour blanche sur case blanche h1 | Tour noire sur case blanche a8 · Cavalier noir sur case noire b8 · Tour noire sur case noire f8 · Roi noir sur case blanche g8 · Pion noir sur case noire a7 · Fou noir sur case blanche b7 · Pion noir sur case noire c7 · Pion noir sur case blanche d7 · Dame noire sur case noire e7 · Pion noir sur case noire g7 · Pion noir sur case blanche h7 · Pion noir sur case noire b6 · Pion noir sur case blanche e6 · Fou noir sur case noire f6 · Cavalier blanc sur case noire e5 · Dame blanche sur case blanche h5 · Pion blanc sur case noire d4 · Cavalier blanc sur case blanche e4 · Fou blanc sur case blanche d3 · Pion blanc sur case blanche a2 · Pion blanc sur case noire b2 · Pion blanc sur case blanche c2 · Pion blanc sur case noire f2 · Pion blanc sur case blanche g2 · Pion blanc sur case noire h2 · Tour blanche sur case noire a1 · Roi blanc sur case noire e1 · Tour blanche sur case blanche h1 | Tour noire sur case blanche a8 · Cavalier noir sur case noire b8 · Tour noire sur case noire f8 · Roi noir sur case blanche g8 · Pion noir sur case noire a7 · Fou noir sur case blanche b7 · Pion noir sur case noire c7 · Pion noir sur case blanche d7 · Dame noire sur case noire e7 · Pion noir sur case noire g7 · Pion noir sur case blanche h7 · Pion noir sur case noire b6 · Pion noir sur case blanche e6 · Fou noir sur case noire f6 · Cavalier blanc sur case noire e5 · Dame blanche sur case blanche h5 · Pion blanc sur case noire d4 · Cavalier blanc sur case blanche e4 · Fou blanc sur case blanche d3 · Pion blanc sur case blanche a2 · Pion blanc sur case noire b2 · Pion blanc sur case blanche c2 · Pion blanc sur case noire f2 · Pion blanc sur case blanche g2 · Pion blanc sur case noire h2 · Tour blanche sur case noire a1 · Roi blanc sur case noire e1 · Tour blanche sur case blanche h1 | 5 |
| 4 | Tour noire sur case blanche a8 · Cavalier noir sur case noire b8 · Tour noire sur case noire f8 · Roi noir sur case blanche g8 · Pion noir sur case noire a7 · Fou noir sur case blanche b7 · Pion noir sur case noire c7 · Pion noir sur case blanche d7 · Dame noire sur case noire e7 · Pion noir sur case noire g7 · Pion noir sur case blanche h7 · Pion noir sur case noire b6 · Pion noir sur case blanche e6 · Fou noir sur case noire f6 · Cavalier blanc sur case noire e5 · Dame blanche sur case blanche h5 · Pion blanc sur case noire d4 · Cavalier blanc sur case blanche e4 · Fou blanc sur case blanche d3 · Pion blanc sur case blanche a2 · Pion blanc sur case noire b2 · Pion blanc sur case blanche c2 · Pion blanc sur case noire f2 · Pion blanc sur case blanche g2 · Pion blanc sur case noire h2 · Tour blanche sur case noire a1 · Roi blanc sur case noire e1 · Tour blanche sur case blanche h1 | Tour noire sur case blanche a8 · Cavalier noir sur case noire b8 · Tour noire sur case noire f8 · Roi noir sur case blanche g8 · Pion noir sur case noire a7 · Fou noir sur case blanche b7 · Pion noir sur case noire c7 · Pion noir sur case blanche d7 · Dame noire sur case noire e7 · Pion noir sur case noire g7 · Pion noir sur case blanche h7 · Pion noir sur case noire b6 · Pion noir sur case blanche e6 · Fou noir sur case noire f6 · Cavalier blanc sur case noire e5 · Dame blanche sur case blanche h5 · Pion blanc sur case noire d4 · Cavalier blanc sur case blanche e4 · Fou blanc sur case blanche d3 · Pion blanc sur case blanche a2 · Pion blanc sur case noire b2 · Pion blanc sur case blanche c2 · Pion blanc sur case noire f2 · Pion blanc sur case blanche g2 · Pion blanc sur case noire h2 · Tour blanche sur case noire a1 · Roi blanc sur case noire e1 · Tour blanche sur case blanche h1 | Tour noire sur case blanche a8 · Cavalier noir sur case noire b8 · Tour noire sur case noire f8 · Roi noir sur case blanche g8 · Pion noir sur case noire a7 · Fou noir sur case blanche b7 · Pion noir sur case noire c7 · Pion noir sur case blanche d7 · Dame noire sur case noire e7 · Pion noir sur case noire g7 · Pion noir sur case blanche h7 · Pion noir sur case noire b6 · Pion noir sur case blanche e6 · Fou noir sur case noire f6 · Cavalier blanc sur case noire e5 · Dame blanche sur case blanche h5 · Pion blanc sur case noire d4 · Cavalier blanc sur case blanche e4 · Fou blanc sur case blanche d3 · Pion blanc sur case blanche a2 · Pion blanc sur case noire b2 · Pion blanc sur case blanche c2 · Pion blanc sur case noire f2 · Pion blanc sur case blanche g2 · Pion blanc sur case noire h2 · Tour blanche sur case noire a1 · Roi blanc sur case noire e1 · Tour blanche sur case blanche h1 | Tour noire sur case blanche a8 · Cavalier noir sur case noire b8 · Tour noire sur case noire f8 · Roi noir sur case blanche g8 · Pion noir sur case noire a7 · Fou noir sur case blanche b7 · Pion noir sur case noire c7 · Pion noir sur case blanche d7 · Dame noire sur case noire e7 · Pion noir sur case noire g7 · Pion noir sur case blanche h7 · Pion noir sur case noire b6 · Pion noir sur case blanche e6 · Fou noir sur case noire f6 · Cavalier blanc sur case noire e5 · Dame blanche sur case blanche h5 · Pion blanc sur case noire d4 · Cavalier blanc sur case blanche e4 · Fou blanc sur case blanche d3 · Pion blanc sur case blanche a2 · Pion blanc sur case noire b2 · Pion blanc sur case blanche c2 · Pion blanc sur case noire f2 · Pion blanc sur case blanche g2 · Pion blanc sur case noire h2 · Tour blanche sur case noire a1 · Roi blanc sur case noire e1 · Tour blanche sur case blanche h1 | Tour noire sur case blanche a8 · Cavalier noir sur case noire b8 · Tour noire sur case noire f8 · Roi noir sur case blanche g8 · Pion noir sur case noire a7 · Fou noir sur case blanche b7 · Pion noir sur case noire c7 · Pion noir sur case blanche d7 · Dame noire sur case noire e7 · Pion noir sur case noire g7 · Pion noir sur case blanche h7 · Pion noir sur case noire b6 · Pion noir sur case blanche e6 · Fou noir sur case noire f6 · Cavalier blanc sur case noire e5 · Dame blanche sur case blanche h5 · Pion blanc sur case noire d4 · Cavalier blanc sur case blanche e4 · Fou blanc sur case blanche d3 · Pion blanc sur case blanche a2 · Pion blanc sur case noire b2 · Pion blanc sur case blanche c2 · Pion blanc sur case noire f2 · Pion blanc sur case blanche g2 · Pion blanc sur case noire h2 · Tour blanche sur case noire a1 · Roi blanc sur case noire e1 · Tour blanche sur case blanche h1 | Tour noire sur case blanche a8 · Cavalier noir sur case noire b8 · Tour noire sur case noire f8 · Roi noir sur case blanche g8 · Pion noir sur case noire a7 · Fou noir sur case blanche b7 · Pion noir sur case noire c7 · Pion noir sur case blanche d7 · Dame noire sur case noire e7 · Pion noir sur case noire g7 · Pion noir sur case blanche h7 · Pion noir sur case noire b6 · Pion noir sur case blanche e6 · Fou noir sur case noire f6 · Cavalier blanc sur case noire e5 · Dame blanche sur case blanche h5 · Pion blanc sur case noire d4 · Cavalier blanc sur case blanche e4 · Fou blanc sur case blanche d3 · Pion blanc sur case blanche a2 · Pion blanc sur case noire b2 · Pion blanc sur case blanche c2 · Pion blanc sur case noire f2 · Pion blanc sur case blanche g2 · Pion blanc sur case noire h2 · Tour blanche sur case noire a1 · Roi blanc sur case noire e1 · Tour blanche sur case blanche h1 | Tour noire sur case blanche a8 · Cavalier noir sur case noire b8 · Tour noire sur case noire f8 · Roi noir sur case blanche g8 · Pion noir sur case noire a7 · Fou noir sur case blanche b7 · Pion noir sur case noire c7 · Pion noir sur case blanche d7 · Dame noire sur case noire e7 · Pion noir sur case noire g7 · Pion noir sur case blanche h7 · Pion noir sur case noire b6 · Pion noir sur case blanche e6 · Fou noir sur case noire f6 · Cavalier blanc sur case noire e5 · Dame blanche sur case blanche h5 · Pion blanc sur case noire d4 · Cavalier blanc sur case blanche e4 · Fou blanc sur case blanche d3 · Pion blanc sur case blanche a2 · Pion blanc sur case noire b2 · Pion blanc sur case blanche c2 · Pion blanc sur case noire f2 · Pion blanc sur case blanche g2 · Pion blanc sur case noire h2 · Tour blanche sur case noire a1 · Roi blanc sur case noire e1 · Tour blanche sur case blanche h1 | Tour noire sur case blanche a8 · Cavalier noir sur case noire b8 · Tour noire sur case noire f8 · Roi noir sur case blanche g8 · Pion noir sur case noire a7 · Fou noir sur case blanche b7 · Pion noir sur case noire c7 · Pion noir sur case blanche d7 · Dame noire sur case noire e7 · Pion noir sur case noire g7 · Pion noir sur case blanche h7 · Pion noir sur case noire b6 · Pion noir sur case blanche e6 · Fou noir sur case noire f6 · Cavalier blanc sur case noire e5 · Dame blanche sur case blanche h5 · Pion blanc sur case noire d4 · Cavalier blanc sur case blanche e4 · Fou blanc sur case blanche d3 · Pion blanc sur case blanche a2 · Pion blanc sur case noire b2 · Pion blanc sur case blanche c2 · Pion blanc sur case noire f2 · Pion blanc sur case blanche g2 · Pion blanc sur case noire h2 · Tour blanche sur case noire a1 · Roi blanc sur case noire e1 · Tour blanche sur case blanche h1 | 4 |
| 3 | Tour noire sur case blanche a8 · Cavalier noir sur case noire b8 · Tour noire sur case noire f8 · Roi noir sur case blanche g8 · Pion noir sur case noire a7 · Fou noir sur case blanche b7 · Pion noir sur case noire c7 · Pion noir sur case blanche d7 · Dame noire sur case noire e7 · Pion noir sur case noire g7 · Pion noir sur case blanche h7 · Pion noir sur case noire b6 · Pion noir sur case blanche e6 · Fou noir sur case noire f6 · Cavalier blanc sur case noire e5 · Dame blanche sur case blanche h5 · Pion blanc sur case noire d4 · Cavalier blanc sur case blanche e4 · Fou blanc sur case blanche d3 · Pion blanc sur case blanche a2 · Pion blanc sur case noire b2 · Pion blanc sur case blanche c2 · Pion blanc sur case noire f2 · Pion blanc sur case blanche g2 · Pion blanc sur case noire h2 · Tour blanche sur case noire a1 · Roi blanc sur case noire e1 · Tour blanche sur case blanche h1 | Tour noire sur case blanche a8 · Cavalier noir sur case noire b8 · Tour noire sur case noire f8 · Roi noir sur case blanche g8 · Pion noir sur case noire a7 · Fou noir sur case blanche b7 · Pion noir sur case noire c7 · Pion noir sur case blanche d7 · Dame noire sur case noire e7 · Pion noir sur case noire g7 · Pion noir sur case blanche h7 · Pion noir sur case noire b6 · Pion noir sur case blanche e6 · Fou noir sur case noire f6 · Cavalier blanc sur case noire e5 · Dame blanche sur case blanche h5 · Pion blanc sur case noire d4 · Cavalier blanc sur case blanche e4 · Fou blanc sur case blanche d3 · Pion blanc sur case blanche a2 · Pion blanc sur case noire b2 · Pion blanc sur case blanche c2 · Pion blanc sur case noire f2 · Pion blanc sur case blanche g2 · Pion blanc sur case noire h2 · Tour blanche sur case noire a1 · Roi blanc sur case noire e1 · Tour blanche sur case blanche h1 | Tour noire sur case blanche a8 · Cavalier noir sur case noire b8 · Tour noire sur case noire f8 · Roi noir sur case blanche g8 · Pion noir sur case noire a7 · Fou noir sur case blanche b7 · Pion noir sur case noire c7 · Pion noir sur case blanche d7 · Dame noire sur case noire e7 · Pion noir sur case noire g7 · Pion noir sur case blanche h7 · Pion noir sur case noire b6 · Pion noir sur case blanche e6 · Fou noir sur case noire f6 · Cavalier blanc sur case noire e5 · Dame blanche sur case blanche h5 · Pion blanc sur case noire d4 · Cavalier blanc sur case blanche e4 · Fou blanc sur case blanche d3 · Pion blanc sur case blanche a2 · Pion blanc sur case noire b2 · Pion blanc sur case blanche c2 · Pion blanc sur case noire f2 · Pion blanc sur case blanche g2 · Pion blanc sur case noire h2 · Tour blanche sur case noire a1 · Roi blanc sur case noire e1 · Tour blanche sur case blanche h1 | Tour noire sur case blanche a8 · Cavalier noir sur case noire b8 · Tour noire sur case noire f8 · Roi noir sur case blanche g8 · Pion noir sur case noire a7 · Fou noir sur case blanche b7 · Pion noir sur case noire c7 · Pion noir sur case blanche d7 · Dame noire sur case noire e7 · Pion noir sur case noire g7 · Pion noir sur case blanche h7 · Pion noir sur case noire b6 · Pion noir sur case blanche e6 · Fou noir sur case noire f6 · Cavalier blanc sur case noire e5 · Dame blanche sur case blanche h5 · Pion blanc sur case noire d4 · Cavalier blanc sur case blanche e4 · Fou blanc sur case blanche d3 · Pion blanc sur case blanche a2 · Pion blanc sur case noire b2 · Pion blanc sur case blanche c2 · Pion blanc sur case noire f2 · Pion blanc sur case blanche g2 · Pion blanc sur case noire h2 · Tour blanche sur case noire a1 · Roi blanc sur case noire e1 · Tour blanche sur case blanche h1 | Tour noire sur case blanche a8 · Cavalier noir sur case noire b8 · Tour noire sur case noire f8 · Roi noir sur case blanche g8 · Pion noir sur case noire a7 · Fou noir sur case blanche b7 · Pion noir sur case noire c7 · Pion noir sur case blanche d7 · Dame noire sur case noire e7 · Pion noir sur case noire g7 · Pion noir sur case blanche h7 · Pion noir sur case noire b6 · Pion noir sur case blanche e6 · Fou noir sur case noire f6 · Cavalier blanc sur case noire e5 · Dame blanche sur case blanche h5 · Pion blanc sur case noire d4 · Cavalier blanc sur case blanche e4 · Fou blanc sur case blanche d3 · Pion blanc sur case blanche a2 · Pion blanc sur case noire b2 · Pion blanc sur case blanche c2 · Pion blanc sur case noire f2 · Pion blanc sur case blanche g2 · Pion blanc sur case noire h2 · Tour blanche sur case noire a1 · Roi blanc sur case noire e1 · Tour blanche sur case blanche h1 | Tour noire sur case blanche a8 · Cavalier noir sur case noire b8 · Tour noire sur case noire f8 · Roi noir sur case blanche g8 · Pion noir sur case noire a7 · Fou noir sur case blanche b7 · Pion noir sur case noire c7 · Pion noir sur case blanche d7 · Dame noire sur case noire e7 · Pion noir sur case noire g7 · Pion noir sur case blanche h7 · Pion noir sur case noire b6 · Pion noir sur case blanche e6 · Fou noir sur case noire f6 · Cavalier blanc sur case noire e5 · Dame blanche sur case blanche h5 · Pion blanc sur case noire d4 · Cavalier blanc sur case blanche e4 · Fou blanc sur case blanche d3 · Pion blanc sur case blanche a2 · Pion blanc sur case noire b2 · Pion blanc sur case blanche c2 · Pion blanc sur case noire f2 · Pion blanc sur case blanche g2 · Pion blanc sur case noire h2 · Tour blanche sur case noire a1 · Roi blanc sur case noire e1 · Tour blanche sur case blanche h1 | Tour noire sur case blanche a8 · Cavalier noir sur case noire b8 · Tour noire sur case noire f8 · Roi noir sur case blanche g8 · Pion noir sur case noire a7 · Fou noir sur case blanche b7 · Pion noir sur case noire c7 · Pion noir sur case blanche d7 · Dame noire sur case noire e7 · Pion noir sur case noire g7 · Pion noir sur case blanche h7 · Pion noir sur case noire b6 · Pion noir sur case blanche e6 · Fou noir sur case noire f6 · Cavalier blanc sur case noire e5 · Dame blanche sur case blanche h5 · Pion blanc sur case noire d4 · Cavalier blanc sur case blanche e4 · Fou blanc sur case blanche d3 · Pion blanc sur case blanche a2 · Pion blanc sur case noire b2 · Pion blanc sur case blanche c2 · Pion blanc sur case noire f2 · Pion blanc sur case blanche g2 · Pion blanc sur case noire h2 · Tour blanche sur case noire a1 · Roi blanc sur case noire e1 · Tour blanche sur case blanche h1 | Tour noire sur case blanche a8 · Cavalier noir sur case noire b8 · Tour noire sur case noire f8 · Roi noir sur case blanche g8 · Pion noir sur case noire a7 · Fou noir sur case blanche b7 · Pion noir sur case noire c7 · Pion noir sur case blanche d7 · Dame noire sur case noire e7 · Pion noir sur case noire g7 · Pion noir sur case blanche h7 · Pion noir sur case noire b6 · Pion noir sur case blanche e6 · Fou noir sur case noire f6 · Cavalier blanc sur case noire e5 · Dame blanche sur case blanche h5 · Pion blanc sur case noire d4 · Cavalier blanc sur case blanche e4 · Fou blanc sur case blanche d3 · Pion blanc sur case blanche a2 · Pion blanc sur case noire b2 · Pion blanc sur case blanche c2 · Pion blanc sur case noire f2 · Pion blanc sur case blanche g2 · Pion blanc sur case noire h2 · Tour blanche sur case noire a1 · Roi blanc sur case noire e1 · Tour blanche sur case blanche h1 | 3 |
| 2 | Tour noire sur case blanche a8 · Cavalier noir sur case noire b8 · Tour noire sur case noire f8 · Roi noir sur case blanche g8 · Pion noir sur case noire a7 · Fou noir sur case blanche b7 · Pion noir sur case noire c7 · Pion noir sur case blanche d7 · Dame noire sur case noire e7 · Pion noir sur case noire g7 · Pion noir sur case blanche h7 · Pion noir sur case noire b6 · Pion noir sur case blanche e6 · Fou noir sur case noire f6 · Cavalier blanc sur case noire e5 · Dame blanche sur case blanche h5 · Pion blanc sur case noire d4 · Cavalier blanc sur case blanche e4 · Fou blanc sur case blanche d3 · Pion blanc sur case blanche a2 · Pion blanc sur case noire b2 · Pion blanc sur case blanche c2 · Pion blanc sur case noire f2 · Pion blanc sur case blanche g2 · Pion blanc sur case noire h2 · Tour blanche sur case noire a1 · Roi blanc sur case noire e1 · Tour blanche sur case blanche h1 | Tour noire sur case blanche a8 · Cavalier noir sur case noire b8 · Tour noire sur case noire f8 · Roi noir sur case blanche g8 · Pion noir sur case noire a7 · Fou noir sur case blanche b7 · Pion noir sur case noire c7 · Pion noir sur case blanche d7 · Dame noire sur case noire e7 · Pion noir sur case noire g7 · Pion noir sur case blanche h7 · Pion noir sur case noire b6 · Pion noir sur case blanche e6 · Fou noir sur case noire f6 · Cavalier blanc sur case noire e5 · Dame blanche sur case blanche h5 · Pion blanc sur case noire d4 · Cavalier blanc sur case blanche e4 · Fou blanc sur case blanche d3 · Pion blanc sur case blanche a2 · Pion blanc sur case noire b2 · Pion blanc sur case blanche c2 · Pion blanc sur case noire f2 · Pion blanc sur case blanche g2 · Pion blanc sur case noire h2 · Tour blanche sur case noire a1 · Roi blanc sur case noire e1 · Tour blanche sur case blanche h1 | Tour noire sur case blanche a8 · Cavalier noir sur case noire b8 · Tour noire sur case noire f8 · Roi noir sur case blanche g8 · Pion noir sur case noire a7 · Fou noir sur case blanche b7 · Pion noir sur case noire c7 · Pion noir sur case blanche d7 · Dame noire sur case noire e7 · Pion noir sur case noire g7 · Pion noir sur case blanche h7 · Pion noir sur case noire b6 · Pion noir sur case blanche e6 · Fou noir sur case noire f6 · Cavalier blanc sur case noire e5 · Dame blanche sur case blanche h5 · Pion blanc sur case noire d4 · Cavalier blanc sur case blanche e4 · Fou blanc sur case blanche d3 · Pion blanc sur case blanche a2 · Pion blanc sur case noire b2 · Pion blanc sur case blanche c2 · Pion blanc sur case noire f2 · Pion blanc sur case blanche g2 · Pion blanc sur case noire h2 · Tour blanche sur case noire a1 · Roi blanc sur case noire e1 · Tour blanche sur case blanche h1 | Tour noire sur case blanche a8 · Cavalier noir sur case noire b8 · Tour noire sur case noire f8 · Roi noir sur case blanche g8 · Pion noir sur case noire a7 · Fou noir sur case blanche b7 · Pion noir sur case noire c7 · Pion noir sur case blanche d7 · Dame noire sur case noire e7 · Pion noir sur case noire g7 · Pion noir sur case blanche h7 · Pion noir sur case noire b6 · Pion noir sur case blanche e6 · Fou noir sur case noire f6 · Cavalier blanc sur case noire e5 · Dame blanche sur case blanche h5 · Pion blanc sur case noire d4 · Cavalier blanc sur case blanche e4 · Fou blanc sur case blanche d3 · Pion blanc sur case blanche a2 · Pion blanc sur case noire b2 · Pion blanc sur case blanche c2 · Pion blanc sur case noire f2 · Pion blanc sur case blanche g2 · Pion blanc sur case noire h2 · Tour blanche sur case noire a1 · Roi blanc sur case noire e1 · Tour blanche sur case blanche h1 | Tour noire sur case blanche a8 · Cavalier noir sur case noire b8 · Tour noire sur case noire f8 · Roi noir sur case blanche g8 · Pion noir sur case noire a7 · Fou noir sur case blanche b7 · Pion noir sur case noire c7 · Pion noir sur case blanche d7 · Dame noire sur case noire e7 · Pion noir sur case noire g7 · Pion noir sur case blanche h7 · Pion noir sur case noire b6 · Pion noir sur case blanche e6 · Fou noir sur case noire f6 · Cavalier blanc sur case noire e5 · Dame blanche sur case blanche h5 · Pion blanc sur case noire d4 · Cavalier blanc sur case blanche e4 · Fou blanc sur case blanche d3 · Pion blanc sur case blanche a2 · Pion blanc sur case noire b2 · Pion blanc sur case blanche c2 · Pion blanc sur case noire f2 · Pion blanc sur case blanche g2 · Pion blanc sur case noire h2 · Tour blanche sur case noire a1 · Roi blanc sur case noire e1 · Tour blanche sur case blanche h1 | Tour noire sur case blanche a8 · Cavalier noir sur case noire b8 · Tour noire sur case noire f8 · Roi noir sur case blanche g8 · Pion noir sur case noire a7 · Fou noir sur case blanche b7 · Pion noir sur case noire c7 · Pion noir sur case blanche d7 · Dame noire sur case noire e7 · Pion noir sur case noire g7 · Pion noir sur case blanche h7 · Pion noir sur case noire b6 · Pion noir sur case blanche e6 · Fou noir sur case noire f6 · Cavalier blanc sur case noire e5 · Dame blanche sur case blanche h5 · Pion blanc sur case noire d4 · Cavalier blanc sur case blanche e4 · Fou blanc sur case blanche d3 · Pion blanc sur case blanche a2 · Pion blanc sur case noire b2 · Pion blanc sur case blanche c2 · Pion blanc sur case noire f2 · Pion blanc sur case blanche g2 · Pion blanc sur case noire h2 · Tour blanche sur case noire a1 · Roi blanc sur case noire e1 · Tour blanche sur case blanche h1 | Tour noire sur case blanche a8 · Cavalier noir sur case noire b8 · Tour noire sur case noire f8 · Roi noir sur case blanche g8 · Pion noir sur case noire a7 · Fou noir sur case blanche b7 · Pion noir sur case noire c7 · Pion noir sur case blanche d7 · Dame noire sur case noire e7 · Pion noir sur case noire g7 · Pion noir sur case blanche h7 · Pion noir sur case noire b6 · Pion noir sur case blanche e6 · Fou noir sur case noire f6 · Cavalier blanc sur case noire e5 · Dame blanche sur case blanche h5 · Pion blanc sur case noire d4 · Cavalier blanc sur case blanche e4 · Fou blanc sur case blanche d3 · Pion blanc sur case blanche a2 · Pion blanc sur case noire b2 · Pion blanc sur case blanche c2 · Pion blanc sur case noire f2 · Pion blanc sur case blanche g2 · Pion blanc sur case noire h2 · Tour blanche sur case noire a1 · Roi blanc sur case noire e1 · Tour blanche sur case blanche h1 | Tour noire sur case blanche a8 · Cavalier noir sur case noire b8 · Tour noire sur case noire f8 · Roi noir sur case blanche g8 · Pion noir sur case noire a7 · Fou noir sur case blanche b7 · Pion noir sur case noire c7 · Pion noir sur case blanche d7 · Dame noire sur case noire e7 · Pion noir sur case noire g7 · Pion noir sur case blanche h7 · Pion noir sur case noire b6 · Pion noir sur case blanche e6 · Fou noir sur case noire f6 · Cavalier blanc sur case noire e5 · Dame blanche sur case blanche h5 · Pion blanc sur case noire d4 · Cavalier blanc sur case blanche e4 · Fou blanc sur case blanche d3 · Pion blanc sur case blanche a2 · Pion blanc sur case noire b2 · Pion blanc sur case blanche c2 · Pion blanc sur case noire f2 · Pion blanc sur case blanche g2 · Pion blanc sur case noire h2 · Tour blanche sur case noire a1 · Roi blanc sur case noire e1 · Tour blanche sur case blanche h1 | 2 |
| 1 | Tour noire sur case blanche a8 · Cavalier noir sur case noire b8 · Tour noire sur case noire f8 · Roi noir sur case blanche g8 · Pion noir sur case noire a7 · Fou noir sur case blanche b7 · Pion noir sur case noire c7 · Pion noir sur case blanche d7 · Dame noire sur case noire e7 · Pion noir sur case noire g7 · Pion noir sur case blanche h7 · Pion noir sur case noire b6 · Pion noir sur case blanche e6 · Fou noir sur case noire f6 · Cavalier blanc sur case noire e5 · Dame blanche sur case blanche h5 · Pion blanc sur case noire d4 · Cavalier blanc sur case blanche e4 · Fou blanc sur case blanche d3 · Pion blanc sur case blanche a2 · Pion blanc sur case noire b2 · Pion blanc sur case blanche c2 · Pion blanc sur case noire f2 · Pion blanc sur case blanche g2 · Pion blanc sur case noire h2 · Tour blanche sur case noire a1 · Roi blanc sur case noire e1 · Tour blanche sur case blanche h1 | Tour noire sur case blanche a8 · Cavalier noir sur case noire b8 · Tour noire sur case noire f8 · Roi noir sur case blanche g8 · Pion noir sur case noire a7 · Fou noir sur case blanche b7 · Pion noir sur case noire c7 · Pion noir sur case blanche d7 · Dame noire sur case noire e7 · Pion noir sur case noire g7 · Pion noir sur case blanche h7 · Pion noir sur case noire b6 · Pion noir sur case blanche e6 · Fou noir sur case noire f6 · Cavalier blanc sur case noire e5 · Dame blanche sur case blanche h5 · Pion blanc sur case noire d4 · Cavalier blanc sur case blanche e4 · Fou blanc sur case blanche d3 · Pion blanc sur case blanche a2 · Pion blanc sur case noire b2 · Pion blanc sur case blanche c2 · Pion blanc sur case noire f2 · Pion blanc sur case blanche g2 · Pion blanc sur case noire h2 · Tour blanche sur case noire a1 · Roi blanc sur case noire e1 · Tour blanche sur case blanche h1 | Tour noire sur case blanche a8 · Cavalier noir sur case noire b8 · Tour noire sur case noire f8 · Roi noir sur case blanche g8 · Pion noir sur case noire a7 · Fou noir sur case blanche b7 · Pion noir sur case noire c7 · Pion noir sur case blanche d7 · Dame noire sur case noire e7 · Pion noir sur case noire g7 · Pion noir sur case blanche h7 · Pion noir sur case noire b6 · Pion noir sur case blanche e6 · Fou noir sur case noire f6 · Cavalier blanc sur case noire e5 · Dame blanche sur case blanche h5 · Pion blanc sur case noire d4 · Cavalier blanc sur case blanche e4 · Fou blanc sur case blanche d3 · Pion blanc sur case blanche a2 · Pion blanc sur case noire b2 · Pion blanc sur case blanche c2 · Pion blanc sur case noire f2 · Pion blanc sur case blanche g2 · Pion blanc sur case noire h2 · Tour blanche sur case noire a1 · Roi blanc sur case noire e1 · Tour blanche sur case blanche h1 | Tour noire sur case blanche a8 · Cavalier noir sur case noire b8 · Tour noire sur case noire f8 · Roi noir sur case blanche g8 · Pion noir sur case noire a7 · Fou noir sur case blanche b7 · Pion noir sur case noire c7 · Pion noir sur case blanche d7 · Dame noire sur case noire e7 · Pion noir sur case noire g7 · Pion noir sur case blanche h7 · Pion noir sur case noire b6 · Pion noir sur case blanche e6 · Fou noir sur case noire f6 · Cavalier blanc sur case noire e5 · Dame blanche sur case blanche h5 · Pion blanc sur case noire d4 · Cavalier blanc sur case blanche e4 · Fou blanc sur case blanche d3 · Pion blanc sur case blanche a2 · Pion blanc sur case noire b2 · Pion blanc sur case blanche c2 · Pion blanc sur case noire f2 · Pion blanc sur case blanche g2 · Pion blanc sur case noire h2 · Tour blanche sur case noire a1 · Roi blanc sur case noire e1 · Tour blanche sur case blanche h1 | Tour noire sur case blanche a8 · Cavalier noir sur case noire b8 · Tour noire sur case noire f8 · Roi noir sur case blanche g8 · Pion noir sur case noire a7 · Fou noir sur case blanche b7 · Pion noir sur case noire c7 · Pion noir sur case blanche d7 · Dame noire sur case noire e7 · Pion noir sur case noire g7 · Pion noir sur case blanche h7 · Pion noir sur case noire b6 · Pion noir sur case blanche e6 · Fou noir sur case noire f6 · Cavalier blanc sur case noire e5 · Dame blanche sur case blanche h5 · Pion blanc sur case noire d4 · Cavalier blanc sur case blanche e4 · Fou blanc sur case blanche d3 · Pion blanc sur case blanche a2 · Pion blanc sur case noire b2 · Pion blanc sur case blanche c2 · Pion blanc sur case noire f2 · Pion blanc sur case blanche g2 · Pion blanc sur case noire h2 · Tour blanche sur case noire a1 · Roi blanc sur case noire e1 · Tour blanche sur case blanche h1 | Tour noire sur case blanche a8 · Cavalier noir sur case noire b8 · Tour noire sur case noire f8 · Roi noir sur case blanche g8 · Pion noir sur case noire a7 · Fou noir sur case blanche b7 · Pion noir sur case noire c7 · Pion noir sur case blanche d7 · Dame noire sur case noire e7 · Pion noir sur case noire g7 · Pion noir sur case blanche h7 · Pion noir sur case noire b6 · Pion noir sur case blanche e6 · Fou noir sur case noire f6 · Cavalier blanc sur case noire e5 · Dame blanche sur case blanche h5 · Pion blanc sur case noire d4 · Cavalier blanc sur case blanche e4 · Fou blanc sur case blanche d3 · Pion blanc sur case blanche a2 · Pion blanc sur case noire b2 · Pion blanc sur case blanche c2 · Pion blanc sur case noire f2 · Pion blanc sur case blanche g2 · Pion blanc sur case noire h2 · Tour blanche sur case noire a1 · Roi blanc sur case noire e1 · Tour blanche sur case blanche h1 | Tour noire sur case blanche a8 · Cavalier noir sur case noire b8 · Tour noire sur case noire f8 · Roi noir sur case blanche g8 · Pion noir sur case noire a7 · Fou noir sur case blanche b7 · Pion noir sur case noire c7 · Pion noir sur case blanche d7 · Dame noire sur case noire e7 · Pion noir sur case noire g7 · Pion noir sur case blanche h7 · Pion noir sur case noire b6 · Pion noir sur case blanche e6 · Fou noir sur case noire f6 · Cavalier blanc sur case noire e5 · Dame blanche sur case blanche h5 · Pion blanc sur case noire d4 · Cavalier blanc sur case blanche e4 · Fou blanc sur case blanche d3 · Pion blanc sur case blanche a2 · Pion blanc sur case noire b2 · Pion blanc sur case blanche c2 · Pion blanc sur case noire f2 · Pion blanc sur case blanche g2 · Pion blanc sur case noire h2 · Tour blanche sur case noire a1 · Roi blanc sur case noire e1 · Tour blanche sur case blanche h1 | Tour noire sur case blanche a8 · Cavalier noir sur case noire b8 · Tour noire sur case noire f8 · Roi noir sur case blanche g8 · Pion noir sur case noire a7 · Fou noir sur case blanche b7 · Pion noir sur case noire c7 · Pion noir sur case blanche d7 · Dame noire sur case noire e7 · Pion noir sur case noire g7 · Pion noir sur case blanche h7 · Pion noir sur case noire b6 · Pion noir sur case blanche e6 · Fou noir sur case noire f6 · Cavalier blanc sur case noire e5 · Dame blanche sur case blanche h5 · Pion blanc sur case noire d4 · Cavalier blanc sur case blanche e4 · Fou blanc sur case blanche d3 · Pion blanc sur case blanche a2 · Pion blanc sur case noire b2 · Pion blanc sur case blanche c2 · Pion blanc sur case noire f2 · Pion blanc sur case blanche g2 · Pion blanc sur case noire h2 · Tour blanche sur case noire a1 · Roi blanc sur case noire e1 · Tour blanche sur case blanche h1 | 1 |
|   | a | b | c | d | e | f | g | h |   |

|   | a | b | c | d | e | f | g | h |   |
| 8 | Tour noire sur case blanche a8 · Cavalier noir sur case noire b8 · Tour noire sur case noire f8 · Pion noir sur case noire a7 · Fou noir sur case blanche b7 · Pion noir sur case noire c7 · Pion noir sur case blanche d7 · Dame noire sur case noire e7 · Pion noir sur case noire g7 · Pion noir sur case noire b6 · Pion noir sur case blanche e6 · Cavalier blanc sur case noire f6 · Pion blanc sur case noire d4 · Cavalier blanc sur case blanche g4 · Pion blanc sur case noire h4 · Pion blanc sur case noire g3 · Pion blanc sur case blanche a2 · Pion blanc sur case noire b2 · Pion blanc sur case blanche c2 · Roi blanc sur case noire d2 · Fou blanc sur case blanche e2 · Pion blanc sur case noire f2 · Tour blanche sur case noire h2 · Tour blanche sur case noire a1 · Roi noir sur case noire g1 | Tour noire sur case blanche a8 · Cavalier noir sur case noire b8 · Tour noire sur case noire f8 · Pion noir sur case noire a7 · Fou noir sur case blanche b7 · Pion noir sur case noire c7 · Pion noir sur case blanche d7 · Dame noire sur case noire e7 · Pion noir sur case noire g7 · Pion noir sur case noire b6 · Pion noir sur case blanche e6 · Cavalier blanc sur case noire f6 · Pion blanc sur case noire d4 · Cavalier blanc sur case blanche g4 · Pion blanc sur case noire h4 · Pion blanc sur case noire g3 · Pion blanc sur case blanche a2 · Pion blanc sur case noire b2 · Pion blanc sur case blanche c2 · Roi blanc sur case noire d2 · Fou blanc sur case blanche e2 · Pion blanc sur case noire f2 · Tour blanche sur case noire h2 · Tour blanche sur case noire a1 · Roi noir sur case noire g1 | Tour noire sur case blanche a8 · Cavalier noir sur case noire b8 · Tour noire sur case noire f8 · Pion noir sur case noire a7 · Fou noir sur case blanche b7 · Pion noir sur case noire c7 · Pion noir sur case blanche d7 · Dame noire sur case noire e7 · Pion noir sur case noire g7 · Pion noir sur case noire b6 · Pion noir sur case blanche e6 · Cavalier blanc sur case noire f6 · Pion blanc sur case noire d4 · Cavalier blanc sur case blanche g4 · Pion blanc sur case noire h4 · Pion blanc sur case noire g3 · Pion blanc sur case blanche a2 · Pion blanc sur case noire b2 · Pion blanc sur case blanche c2 · Roi blanc sur case noire d2 · Fou blanc sur case blanche e2 · Pion blanc sur case noire f2 · Tour blanche sur case noire h2 · Tour blanche sur case noire a1 · Roi noir sur case noire g1 | Tour noire sur case blanche a8 · Cavalier noir sur case noire b8 · Tour noire sur case noire f8 · Pion noir sur case noire a7 · Fou noir sur case blanche b7 · Pion noir sur case noire c7 · Pion noir sur case blanche d7 · Dame noire sur case noire e7 · Pion noir sur case noire g7 · Pion noir sur case noire b6 · Pion noir sur case blanche e6 · Cavalier blanc sur case noire f6 · Pion blanc sur case noire d4 · Cavalier blanc sur case blanche g4 · Pion blanc sur case noire h4 · Pion blanc sur case noire g3 · Pion blanc sur case blanche a2 · Pion blanc sur case noire b2 · Pion blanc sur case blanche c2 · Roi blanc sur case noire d2 · Fou blanc sur case blanche e2 · Pion blanc sur case noire f2 · Tour blanche sur case noire h2 · Tour blanche sur case noire a1 · Roi noir sur case noire g1 | Tour noire sur case blanche a8 · Cavalier noir sur case noire b8 · Tour noire sur case noire f8 · Pion noir sur case noire a7 · Fou noir sur case blanche b7 · Pion noir sur case noire c7 · Pion noir sur case blanche d7 · Dame noire sur case noire e7 · Pion noir sur case noire g7 · Pion noir sur case noire b6 · Pion noir sur case blanche e6 · Cavalier blanc sur case noire f6 · Pion blanc sur case noire d4 · Cavalier blanc sur case blanche g4 · Pion blanc sur case noire h4 · Pion blanc sur case noire g3 · Pion blanc sur case blanche a2 · Pion blanc sur case noire b2 · Pion blanc sur case blanche c2 · Roi blanc sur case noire d2 · Fou blanc sur case blanche e2 · Pion blanc sur case noire f2 · Tour blanche sur case noire h2 · Tour blanche sur case noire a1 · Roi noir sur case noire g1 | Tour noire sur case blanche a8 · Cavalier noir sur case noire b8 · Tour noire sur case noire f8 · Pion noir sur case noire a7 · Fou noir sur case blanche b7 · Pion noir sur case noire c7 · Pion noir sur case blanche d7 · Dame noire sur case noire e7 · Pion noir sur case noire g7 · Pion noir sur case noire b6 · Pion noir sur case blanche e6 · Cavalier blanc sur case noire f6 · Pion blanc sur case noire d4 · Cavalier blanc sur case blanche g4 · Pion blanc sur case noire h4 · Pion blanc sur case noire g3 · Pion blanc sur case blanche a2 · Pion blanc sur case noire b2 · Pion blanc sur case blanche c2 · Roi blanc sur case noire d2 · Fou blanc sur case blanche e2 · Pion blanc sur case noire f2 · Tour blanche sur case noire h2 · Tour blanche sur case noire a1 · Roi noir sur case noire g1 | Tour noire sur case blanche a8 · Cavalier noir sur case noire b8 · Tour noire sur case noire f8 · Pion noir sur case noire a7 · Fou noir sur case blanche b7 · Pion noir sur case noire c7 · Pion noir sur case blanche d7 · Dame noire sur case noire e7 · Pion noir sur case noire g7 · Pion noir sur case noire b6 · Pion noir sur case blanche e6 · Cavalier blanc sur case noire f6 · Pion blanc sur case noire d4 · Cavalier blanc sur case blanche g4 · Pion blanc sur case noire h4 · Pion blanc sur case noire g3 · Pion blanc sur case blanche a2 · Pion blanc sur case noire b2 · Pion blanc sur case blanche c2 · Roi blanc sur case noire d2 · Fou blanc sur case blanche e2 · Pion blanc sur case noire f2 · Tour blanche sur case noire h2 · Tour blanche sur case noire a1 · Roi noir sur case noire g1 | Tour noire sur case blanche a8 · Cavalier noir sur case noire b8 · Tour noire sur case noire f8 · Pion noir sur case noire a7 · Fou noir sur case blanche b7 · Pion noir sur case noire c7 · Pion noir sur case blanche d7 · Dame noire sur case noire e7 · Pion noir sur case noire g7 · Pion noir sur case noire b6 · Pion noir sur case blanche e6 · Cavalier blanc sur case noire f6 · Pion blanc sur case noire d4 · Cavalier blanc sur case blanche g4 · Pion blanc sur case noire h4 · Pion blanc sur case noire g3 · Pion blanc sur case blanche a2 · Pion blanc sur case noire b2 · Pion blanc sur case blanche c2 · Roi blanc sur case noire d2 · Fou blanc sur case blanche e2 · Pion blanc sur case noire f2 · Tour blanche sur case noire h2 · Tour blanche sur case noire a1 · Roi noir sur case noire g1 | 8 |
| 7 | Tour noire sur case blanche a8 · Cavalier noir sur case noire b8 · Tour noire sur case noire f8 · Pion noir sur case noire a7 · Fou noir sur case blanche b7 · Pion noir sur case noire c7 · Pion noir sur case blanche d7 · Dame noire sur case noire e7 · Pion noir sur case noire g7 · Pion noir sur case noire b6 · Pion noir sur case blanche e6 · Cavalier blanc sur case noire f6 · Pion blanc sur case noire d4 · Cavalier blanc sur case blanche g4 · Pion blanc sur case noire h4 · Pion blanc sur case noire g3 · Pion blanc sur case blanche a2 · Pion blanc sur case noire b2 · Pion blanc sur case blanche c2 · Roi blanc sur case noire d2 · Fou blanc sur case blanche e2 · Pion blanc sur case noire f2 · Tour blanche sur case noire h2 · Tour blanche sur case noire a1 · Roi noir sur case noire g1 | Tour noire sur case blanche a8 · Cavalier noir sur case noire b8 · Tour noire sur case noire f8 · Pion noir sur case noire a7 · Fou noir sur case blanche b7 · Pion noir sur case noire c7 · Pion noir sur case blanche d7 · Dame noire sur case noire e7 · Pion noir sur case noire g7 · Pion noir sur case noire b6 · Pion noir sur case blanche e6 · Cavalier blanc sur case noire f6 · Pion blanc sur case noire d4 · Cavalier blanc sur case blanche g4 · Pion blanc sur case noire h4 · Pion blanc sur case noire g3 · Pion blanc sur case blanche a2 · Pion blanc sur case noire b2 · Pion blanc sur case blanche c2 · Roi blanc sur case noire d2 · Fou blanc sur case blanche e2 · Pion blanc sur case noire f2 · Tour blanche sur case noire h2 · Tour blanche sur case noire a1 · Roi noir sur case noire g1 | Tour noire sur case blanche a8 · Cavalier noir sur case noire b8 · Tour noire sur case noire f8 · Pion noir sur case noire a7 · Fou noir sur case blanche b7 · Pion noir sur case noire c7 · Pion noir sur case blanche d7 · Dame noire sur case noire e7 · Pion noir sur case noire g7 · Pion noir sur case noire b6 · Pion noir sur case blanche e6 · Cavalier blanc sur case noire f6 · Pion blanc sur case noire d4 · Cavalier blanc sur case blanche g4 · Pion blanc sur case noire h4 · Pion blanc sur case noire g3 · Pion blanc sur case blanche a2 · Pion blanc sur case noire b2 · Pion blanc sur case blanche c2 · Roi blanc sur case noire d2 · Fou blanc sur case blanche e2 · Pion blanc sur case noire f2 · Tour blanche sur case noire h2 · Tour blanche sur case noire a1 · Roi noir sur case noire g1 | Tour noire sur case blanche a8 · Cavalier noir sur case noire b8 · Tour noire sur case noire f8 · Pion noir sur case noire a7 · Fou noir sur case blanche b7 · Pion noir sur case noire c7 · Pion noir sur case blanche d7 · Dame noire sur case noire e7 · Pion noir sur case noire g7 · Pion noir sur case noire b6 · Pion noir sur case blanche e6 · Cavalier blanc sur case noire f6 · Pion blanc sur case noire d4 · Cavalier blanc sur case blanche g4 · Pion blanc sur case noire h4 · Pion blanc sur case noire g3 · Pion blanc sur case blanche a2 · Pion blanc sur case noire b2 · Pion blanc sur case blanche c2 · Roi blanc sur case noire d2 · Fou blanc sur case blanche e2 · Pion blanc sur case noire f2 · Tour blanche sur case noire h2 · Tour blanche sur case noire a1 · Roi noir sur case noire g1 | Tour noire sur case blanche a8 · Cavalier noir sur case noire b8 · Tour noire sur case noire f8 · Pion noir sur case noire a7 · Fou noir sur case blanche b7 · Pion noir sur case noire c7 · Pion noir sur case blanche d7 · Dame noire sur case noire e7 · Pion noir sur case noire g7 · Pion noir sur case noire b6 · Pion noir sur case blanche e6 · Cavalier blanc sur case noire f6 · Pion blanc sur case noire d4 · Cavalier blanc sur case blanche g4 · Pion blanc sur case noire h4 · Pion blanc sur case noire g3 · Pion blanc sur case blanche a2 · Pion blanc sur case noire b2 · Pion blanc sur case blanche c2 · Roi blanc sur case noire d2 · Fou blanc sur case blanche e2 · Pion blanc sur case noire f2 · Tour blanche sur case noire h2 · Tour blanche sur case noire a1 · Roi noir sur case noire g1 | Tour noire sur case blanche a8 · Cavalier noir sur case noire b8 · Tour noire sur case noire f8 · Pion noir sur case noire a7 · Fou noir sur case blanche b7 · Pion noir sur case noire c7 · Pion noir sur case blanche d7 · Dame noire sur case noire e7 · Pion noir sur case noire g7 · Pion noir sur case noire b6 · Pion noir sur case blanche e6 · Cavalier blanc sur case noire f6 · Pion blanc sur case noire d4 · Cavalier blanc sur case blanche g4 · Pion blanc sur case noire h4 · Pion blanc sur case noire g3 · Pion blanc sur case blanche a2 · Pion blanc sur case noire b2 · Pion blanc sur case blanche c2 · Roi blanc sur case noire d2 · Fou blanc sur case blanche e2 · Pion blanc sur case noire f2 · Tour blanche sur case noire h2 · Tour blanche sur case noire a1 · Roi noir sur case noire g1 | Tour noire sur case blanche a8 · Cavalier noir sur case noire b8 · Tour noire sur case noire f8 · Pion noir sur case noire a7 · Fou noir sur case blanche b7 · Pion noir sur case noire c7 · Pion noir sur case blanche d7 · Dame noire sur case noire e7 · Pion noir sur case noire g7 · Pion noir sur case noire b6 · Pion noir sur case blanche e6 · Cavalier blanc sur case noire f6 · Pion blanc sur case noire d4 · Cavalier blanc sur case blanche g4 · Pion blanc sur case noire h4 · Pion blanc sur case noire g3 · Pion blanc sur case blanche a2 · Pion blanc sur case noire b2 · Pion blanc sur case blanche c2 · Roi blanc sur case noire d2 · Fou blanc sur case blanche e2 · Pion blanc sur case noire f2 · Tour blanche sur case noire h2 · Tour blanche sur case noire a1 · Roi noir sur case noire g1 | Tour noire sur case blanche a8 · Cavalier noir sur case noire b8 · Tour noire sur case noire f8 · Pion noir sur case noire a7 · Fou noir sur case blanche b7 · Pion noir sur case noire c7 · Pion noir sur case blanche d7 · Dame noire sur case noire e7 · Pion noir sur case noire g7 · Pion noir sur case noire b6 · Pion noir sur case blanche e6 · Cavalier blanc sur case noire f6 · Pion blanc sur case noire d4 · Cavalier blanc sur case blanche g4 · Pion blanc sur case noire h4 · Pion blanc sur case noire g3 · Pion blanc sur case blanche a2 · Pion blanc sur case noire b2 · Pion blanc sur case blanche c2 · Roi blanc sur case noire d2 · Fou blanc sur case blanche e2 · Pion blanc sur case noire f2 · Tour blanche sur case noire h2 · Tour blanche sur case noire a1 · Roi noir sur case noire g1 | 7 |
| 6 | Tour noire sur case blanche a8 · Cavalier noir sur case noire b8 · Tour noire sur case noire f8 · Pion noir sur case noire a7 · Fou noir sur case blanche b7 · Pion noir sur case noire c7 · Pion noir sur case blanche d7 · Dame noire sur case noire e7 · Pion noir sur case noire g7 · Pion noir sur case noire b6 · Pion noir sur case blanche e6 · Cavalier blanc sur case noire f6 · Pion blanc sur case noire d4 · Cavalier blanc sur case blanche g4 · Pion blanc sur case noire h4 · Pion blanc sur case noire g3 · Pion blanc sur case blanche a2 · Pion blanc sur case noire b2 · Pion blanc sur case blanche c2 · Roi blanc sur case noire d2 · Fou blanc sur case blanche e2 · Pion blanc sur case noire f2 · Tour blanche sur case noire h2 · Tour blanche sur case noire a1 · Roi noir sur case noire g1 | Tour noire sur case blanche a8 · Cavalier noir sur case noire b8 · Tour noire sur case noire f8 · Pion noir sur case noire a7 · Fou noir sur case blanche b7 · Pion noir sur case noire c7 · Pion noir sur case blanche d7 · Dame noire sur case noire e7 · Pion noir sur case noire g7 · Pion noir sur case noire b6 · Pion noir sur case blanche e6 · Cavalier blanc sur case noire f6 · Pion blanc sur case noire d4 · Cavalier blanc sur case blanche g4 · Pion blanc sur case noire h4 · Pion blanc sur case noire g3 · Pion blanc sur case blanche a2 · Pion blanc sur case noire b2 · Pion blanc sur case blanche c2 · Roi blanc sur case noire d2 · Fou blanc sur case blanche e2 · Pion blanc sur case noire f2 · Tour blanche sur case noire h2 · Tour blanche sur case noire a1 · Roi noir sur case noire g1 | Tour noire sur case blanche a8 · Cavalier noir sur case noire b8 · Tour noire sur case noire f8 · Pion noir sur case noire a7 · Fou noir sur case blanche b7 · Pion noir sur case noire c7 · Pion noir sur case blanche d7 · Dame noire sur case noire e7 · Pion noir sur case noire g7 · Pion noir sur case noire b6 · Pion noir sur case blanche e6 · Cavalier blanc sur case noire f6 · Pion blanc sur case noire d4 · Cavalier blanc sur case blanche g4 · Pion blanc sur case noire h4 · Pion blanc sur case noire g3 · Pion blanc sur case blanche a2 · Pion blanc sur case noire b2 · Pion blanc sur case blanche c2 · Roi blanc sur case noire d2 · Fou blanc sur case blanche e2 · Pion blanc sur case noire f2 · Tour blanche sur case noire h2 · Tour blanche sur case noire a1 · Roi noir sur case noire g1 | Tour noire sur case blanche a8 · Cavalier noir sur case noire b8 · Tour noire sur case noire f8 · Pion noir sur case noire a7 · Fou noir sur case blanche b7 · Pion noir sur case noire c7 · Pion noir sur case blanche d7 · Dame noire sur case noire e7 · Pion noir sur case noire g7 · Pion noir sur case noire b6 · Pion noir sur case blanche e6 · Cavalier blanc sur case noire f6 · Pion blanc sur case noire d4 · Cavalier blanc sur case blanche g4 · Pion blanc sur case noire h4 · Pion blanc sur case noire g3 · Pion blanc sur case blanche a2 · Pion blanc sur case noire b2 · Pion blanc sur case blanche c2 · Roi blanc sur case noire d2 · Fou blanc sur case blanche e2 · Pion blanc sur case noire f2 · Tour blanche sur case noire h2 · Tour blanche sur case noire a1 · Roi noir sur case noire g1 | Tour noire sur case blanche a8 · Cavalier noir sur case noire b8 · Tour noire sur case noire f8 · Pion noir sur case noire a7 · Fou noir sur case blanche b7 · Pion noir sur case noire c7 · Pion noir sur case blanche d7 · Dame noire sur case noire e7 · Pion noir sur case noire g7 · Pion noir sur case noire b6 · Pion noir sur case blanche e6 · Cavalier blanc sur case noire f6 · Pion blanc sur case noire d4 · Cavalier blanc sur case blanche g4 · Pion blanc sur case noire h4 · Pion blanc sur case noire g3 · Pion blanc sur case blanche a2 · Pion blanc sur case noire b2 · Pion blanc sur case blanche c2 · Roi blanc sur case noire d2 · Fou blanc sur case blanche e2 · Pion blanc sur case noire f2 · Tour blanche sur case noire h2 · Tour blanche sur case noire a1 · Roi noir sur case noire g1 | Tour noire sur case blanche a8 · Cavalier noir sur case noire b8 · Tour noire sur case noire f8 · Pion noir sur case noire a7 · Fou noir sur case blanche b7 · Pion noir sur case noire c7 · Pion noir sur case blanche d7 · Dame noire sur case noire e7 · Pion noir sur case noire g7 · Pion noir sur case noire b6 · Pion noir sur case blanche e6 · Cavalier blanc sur case noire f6 · Pion blanc sur case noire d4 · Cavalier blanc sur case blanche g4 · Pion blanc sur case noire h4 · Pion blanc sur case noire g3 · Pion blanc sur case blanche a2 · Pion blanc sur case noire b2 · Pion blanc sur case blanche c2 · Roi blanc sur case noire d2 · Fou blanc sur case blanche e2 · Pion blanc sur case noire f2 · Tour blanche sur case noire h2 · Tour blanche sur case noire a1 · Roi noir sur case noire g1 | Tour noire sur case blanche a8 · Cavalier noir sur case noire b8 · Tour noire sur case noire f8 · Pion noir sur case noire a7 · Fou noir sur case blanche b7 · Pion noir sur case noire c7 · Pion noir sur case blanche d7 · Dame noire sur case noire e7 · Pion noir sur case noire g7 · Pion noir sur case noire b6 · Pion noir sur case blanche e6 · Cavalier blanc sur case noire f6 · Pion blanc sur case noire d4 · Cavalier blanc sur case blanche g4 · Pion blanc sur case noire h4 · Pion blanc sur case noire g3 · Pion blanc sur case blanche a2 · Pion blanc sur case noire b2 · Pion blanc sur case blanche c2 · Roi blanc sur case noire d2 · Fou blanc sur case blanche e2 · Pion blanc sur case noire f2 · Tour blanche sur case noire h2 · Tour blanche sur case noire a1 · Roi noir sur case noire g1 | Tour noire sur case blanche a8 · Cavalier noir sur case noire b8 · Tour noire sur case noire f8 · Pion noir sur case noire a7 · Fou noir sur case blanche b7 · Pion noir sur case noire c7 · Pion noir sur case blanche d7 · Dame noire sur case noire e7 · Pion noir sur case noire g7 · Pion noir sur case noire b6 · Pion noir sur case blanche e6 · Cavalier blanc sur case noire f6 · Pion blanc sur case noire d4 · Cavalier blanc sur case blanche g4 · Pion blanc sur case noire h4 · Pion blanc sur case noire g3 · Pion blanc sur case blanche a2 · Pion blanc sur case noire b2 · Pion blanc sur case blanche c2 · Roi blanc sur case noire d2 · Fou blanc sur case blanche e2 · Pion blanc sur case noire f2 · Tour blanche sur case noire h2 · Tour blanche sur case noire a1 · Roi noir sur case noire g1 | 6 |
| 5 | Tour noire sur case blanche a8 · Cavalier noir sur case noire b8 · Tour noire sur case noire f8 · Pion noir sur case noire a7 · Fou noir sur case blanche b7 · Pion noir sur case noire c7 · Pion noir sur case blanche d7 · Dame noire sur case noire e7 · Pion noir sur case noire g7 · Pion noir sur case noire b6 · Pion noir sur case blanche e6 · Cavalier blanc sur case noire f6 · Pion blanc sur case noire d4 · Cavalier blanc sur case blanche g4 · Pion blanc sur case noire h4 · Pion blanc sur case noire g3 · Pion blanc sur case blanche a2 · Pion blanc sur case noire b2 · Pion blanc sur case blanche c2 · Roi blanc sur case noire d2 · Fou blanc sur case blanche e2 · Pion blanc sur case noire f2 · Tour blanche sur case noire h2 · Tour blanche sur case noire a1 · Roi noir sur case noire g1 | Tour noire sur case blanche a8 · Cavalier noir sur case noire b8 · Tour noire sur case noire f8 · Pion noir sur case noire a7 · Fou noir sur case blanche b7 · Pion noir sur case noire c7 · Pion noir sur case blanche d7 · Dame noire sur case noire e7 · Pion noir sur case noire g7 · Pion noir sur case noire b6 · Pion noir sur case blanche e6 · Cavalier blanc sur case noire f6 · Pion blanc sur case noire d4 · Cavalier blanc sur case blanche g4 · Pion blanc sur case noire h4 · Pion blanc sur case noire g3 · Pion blanc sur case blanche a2 · Pion blanc sur case noire b2 · Pion blanc sur case blanche c2 · Roi blanc sur case noire d2 · Fou blanc sur case blanche e2 · Pion blanc sur case noire f2 · Tour blanche sur case noire h2 · Tour blanche sur case noire a1 · Roi noir sur case noire g1 | Tour noire sur case blanche a8 · Cavalier noir sur case noire b8 · Tour noire sur case noire f8 · Pion noir sur case noire a7 · Fou noir sur case blanche b7 · Pion noir sur case noire c7 · Pion noir sur case blanche d7 · Dame noire sur case noire e7 · Pion noir sur case noire g7 · Pion noir sur case noire b6 · Pion noir sur case blanche e6 · Cavalier blanc sur case noire f6 · Pion blanc sur case noire d4 · Cavalier blanc sur case blanche g4 · Pion blanc sur case noire h4 · Pion blanc sur case noire g3 · Pion blanc sur case blanche a2 · Pion blanc sur case noire b2 · Pion blanc sur case blanche c2 · Roi blanc sur case noire d2 · Fou blanc sur case blanche e2 · Pion blanc sur case noire f2 · Tour blanche sur case noire h2 · Tour blanche sur case noire a1 · Roi noir sur case noire g1 | Tour noire sur case blanche a8 · Cavalier noir sur case noire b8 · Tour noire sur case noire f8 · Pion noir sur case noire a7 · Fou noir sur case blanche b7 · Pion noir sur case noire c7 · Pion noir sur case blanche d7 · Dame noire sur case noire e7 · Pion noir sur case noire g7 · Pion noir sur case noire b6 · Pion noir sur case blanche e6 · Cavalier blanc sur case noire f6 · Pion blanc sur case noire d4 · Cavalier blanc sur case blanche g4 · Pion blanc sur case noire h4 · Pion blanc sur case noire g3 · Pion blanc sur case blanche a2 · Pion blanc sur case noire b2 · Pion blanc sur case blanche c2 · Roi blanc sur case noire d2 · Fou blanc sur case blanche e2 · Pion blanc sur case noire f2 · Tour blanche sur case noire h2 · Tour blanche sur case noire a1 · Roi noir sur case noire g1 | Tour noire sur case blanche a8 · Cavalier noir sur case noire b8 · Tour noire sur case noire f8 · Pion noir sur case noire a7 · Fou noir sur case blanche b7 · Pion noir sur case noire c7 · Pion noir sur case blanche d7 · Dame noire sur case noire e7 · Pion noir sur case noire g7 · Pion noir sur case noire b6 · Pion noir sur case blanche e6 · Cavalier blanc sur case noire f6 · Pion blanc sur case noire d4 · Cavalier blanc sur case blanche g4 · Pion blanc sur case noire h4 · Pion blanc sur case noire g3 · Pion blanc sur case blanche a2 · Pion blanc sur case noire b2 · Pion blanc sur case blanche c2 · Roi blanc sur case noire d2 · Fou blanc sur case blanche e2 · Pion blanc sur case noire f2 · Tour blanche sur case noire h2 · Tour blanche sur case noire a1 · Roi noir sur case noire g1 | Tour noire sur case blanche a8 · Cavalier noir sur case noire b8 · Tour noire sur case noire f8 · Pion noir sur case noire a7 · Fou noir sur case blanche b7 · Pion noir sur case noire c7 · Pion noir sur case blanche d7 · Dame noire sur case noire e7 · Pion noir sur case noire g7 · Pion noir sur case noire b6 · Pion noir sur case blanche e6 · Cavalier blanc sur case noire f6 · Pion blanc sur case noire d4 · Cavalier blanc sur case blanche g4 · Pion blanc sur case noire h4 · Pion blanc sur case noire g3 · Pion blanc sur case blanche a2 · Pion blanc sur case noire b2 · Pion blanc sur case blanche c2 · Roi blanc sur case noire d2 · Fou blanc sur case blanche e2 · Pion blanc sur case noire f2 · Tour blanche sur case noire h2 · Tour blanche sur case noire a1 · Roi noir sur case noire g1 | Tour noire sur case blanche a8 · Cavalier noir sur case noire b8 · Tour noire sur case noire f8 · Pion noir sur case noire a7 · Fou noir sur case blanche b7 · Pion noir sur case noire c7 · Pion noir sur case blanche d7 · Dame noire sur case noire e7 · Pion noir sur case noire g7 · Pion noir sur case noire b6 · Pion noir sur case blanche e6 · Cavalier blanc sur case noire f6 · Pion blanc sur case noire d4 · Cavalier blanc sur case blanche g4 · Pion blanc sur case noire h4 · Pion blanc sur case noire g3 · Pion blanc sur case blanche a2 · Pion blanc sur case noire b2 · Pion blanc sur case blanche c2 · Roi blanc sur case noire d2 · Fou blanc sur case blanche e2 · Pion blanc sur case noire f2 · Tour blanche sur case noire h2 · Tour blanche sur case noire a1 · Roi noir sur case noire g1 | Tour noire sur case blanche a8 · Cavalier noir sur case noire b8 · Tour noire sur case noire f8 · Pion noir sur case noire a7 · Fou noir sur case blanche b7 · Pion noir sur case noire c7 · Pion noir sur case blanche d7 · Dame noire sur case noire e7 · Pion noir sur case noire g7 · Pion noir sur case noire b6 · Pion noir sur case blanche e6 · Cavalier blanc sur case noire f6 · Pion blanc sur case noire d4 · Cavalier blanc sur case blanche g4 · Pion blanc sur case noire h4 · Pion blanc sur case noire g3 · Pion blanc sur case blanche a2 · Pion blanc sur case noire b2 · Pion blanc sur case blanche c2 · Roi blanc sur case noire d2 · Fou blanc sur case blanche e2 · Pion blanc sur case noire f2 · Tour blanche sur case noire h2 · Tour blanche sur case noire a1 · Roi noir sur case noire g1 | 5 |
| 4 | Tour noire sur case blanche a8 · Cavalier noir sur case noire b8 · Tour noire sur case noire f8 · Pion noir sur case noire a7 · Fou noir sur case blanche b7 · Pion noir sur case noire c7 · Pion noir sur case blanche d7 · Dame noire sur case noire e7 · Pion noir sur case noire g7 · Pion noir sur case noire b6 · Pion noir sur case blanche e6 · Cavalier blanc sur case noire f6 · Pion blanc sur case noire d4 · Cavalier blanc sur case blanche g4 · Pion blanc sur case noire h4 · Pion blanc sur case noire g3 · Pion blanc sur case blanche a2 · Pion blanc sur case noire b2 · Pion blanc sur case blanche c2 · Roi blanc sur case noire d2 · Fou blanc sur case blanche e2 · Pion blanc sur case noire f2 · Tour blanche sur case noire h2 · Tour blanche sur case noire a1 · Roi noir sur case noire g1 | Tour noire sur case blanche a8 · Cavalier noir sur case noire b8 · Tour noire sur case noire f8 · Pion noir sur case noire a7 · Fou noir sur case blanche b7 · Pion noir sur case noire c7 · Pion noir sur case blanche d7 · Dame noire sur case noire e7 · Pion noir sur case noire g7 · Pion noir sur case noire b6 · Pion noir sur case blanche e6 · Cavalier blanc sur case noire f6 · Pion blanc sur case noire d4 · Cavalier blanc sur case blanche g4 · Pion blanc sur case noire h4 · Pion blanc sur case noire g3 · Pion blanc sur case blanche a2 · Pion blanc sur case noire b2 · Pion blanc sur case blanche c2 · Roi blanc sur case noire d2 · Fou blanc sur case blanche e2 · Pion blanc sur case noire f2 · Tour blanche sur case noire h2 · Tour blanche sur case noire a1 · Roi noir sur case noire g1 | Tour noire sur case blanche a8 · Cavalier noir sur case noire b8 · Tour noire sur case noire f8 · Pion noir sur case noire a7 · Fou noir sur case blanche b7 · Pion noir sur case noire c7 · Pion noir sur case blanche d7 · Dame noire sur case noire e7 · Pion noir sur case noire g7 · Pion noir sur case noire b6 · Pion noir sur case blanche e6 · Cavalier blanc sur case noire f6 · Pion blanc sur case noire d4 · Cavalier blanc sur case blanche g4 · Pion blanc sur case noire h4 · Pion blanc sur case noire g3 · Pion blanc sur case blanche a2 · Pion blanc sur case noire b2 · Pion blanc sur case blanche c2 · Roi blanc sur case noire d2 · Fou blanc sur case blanche e2 · Pion blanc sur case noire f2 · Tour blanche sur case noire h2 · Tour blanche sur case noire a1 · Roi noir sur case noire g1 | Tour noire sur case blanche a8 · Cavalier noir sur case noire b8 · Tour noire sur case noire f8 · Pion noir sur case noire a7 · Fou noir sur case blanche b7 · Pion noir sur case noire c7 · Pion noir sur case blanche d7 · Dame noire sur case noire e7 · Pion noir sur case noire g7 · Pion noir sur case noire b6 · Pion noir sur case blanche e6 · Cavalier blanc sur case noire f6 · Pion blanc sur case noire d4 · Cavalier blanc sur case blanche g4 · Pion blanc sur case noire h4 · Pion blanc sur case noire g3 · Pion blanc sur case blanche a2 · Pion blanc sur case noire b2 · Pion blanc sur case blanche c2 · Roi blanc sur case noire d2 · Fou blanc sur case blanche e2 · Pion blanc sur case noire f2 · Tour blanche sur case noire h2 · Tour blanche sur case noire a1 · Roi noir sur case noire g1 | Tour noire sur case blanche a8 · Cavalier noir sur case noire b8 · Tour noire sur case noire f8 · Pion noir sur case noire a7 · Fou noir sur case blanche b7 · Pion noir sur case noire c7 · Pion noir sur case blanche d7 · Dame noire sur case noire e7 · Pion noir sur case noire g7 · Pion noir sur case noire b6 · Pion noir sur case blanche e6 · Cavalier blanc sur case noire f6 · Pion blanc sur case noire d4 · Cavalier blanc sur case blanche g4 · Pion blanc sur case noire h4 · Pion blanc sur case noire g3 · Pion blanc sur case blanche a2 · Pion blanc sur case noire b2 · Pion blanc sur case blanche c2 · Roi blanc sur case noire d2 · Fou blanc sur case blanche e2 · Pion blanc sur case noire f2 · Tour blanche sur case noire h2 · Tour blanche sur case noire a1 · Roi noir sur case noire g1 | Tour noire sur case blanche a8 · Cavalier noir sur case noire b8 · Tour noire sur case noire f8 · Pion noir sur case noire a7 · Fou noir sur case blanche b7 · Pion noir sur case noire c7 · Pion noir sur case blanche d7 · Dame noire sur case noire e7 · Pion noir sur case noire g7 · Pion noir sur case noire b6 · Pion noir sur case blanche e6 · Cavalier blanc sur case noire f6 · Pion blanc sur case noire d4 · Cavalier blanc sur case blanche g4 · Pion blanc sur case noire h4 · Pion blanc sur case noire g3 · Pion blanc sur case blanche a2 · Pion blanc sur case noire b2 · Pion blanc sur case blanche c2 · Roi blanc sur case noire d2 · Fou blanc sur case blanche e2 · Pion blanc sur case noire f2 · Tour blanche sur case noire h2 · Tour blanche sur case noire a1 · Roi noir sur case noire g1 | Tour noire sur case blanche a8 · Cavalier noir sur case noire b8 · Tour noire sur case noire f8 · Pion noir sur case noire a7 · Fou noir sur case blanche b7 · Pion noir sur case noire c7 · Pion noir sur case blanche d7 · Dame noire sur case noire e7 · Pion noir sur case noire g7 · Pion noir sur case noire b6 · Pion noir sur case blanche e6 · Cavalier blanc sur case noire f6 · Pion blanc sur case noire d4 · Cavalier blanc sur case blanche g4 · Pion blanc sur case noire h4 · Pion blanc sur case noire g3 · Pion blanc sur case blanche a2 · Pion blanc sur case noire b2 · Pion blanc sur case blanche c2 · Roi blanc sur case noire d2 · Fou blanc sur case blanche e2 · Pion blanc sur case noire f2 · Tour blanche sur case noire h2 · Tour blanche sur case noire a1 · Roi noir sur case noire g1 | Tour noire sur case blanche a8 · Cavalier noir sur case noire b8 · Tour noire sur case noire f8 · Pion noir sur case noire a7 · Fou noir sur case blanche b7 · Pion noir sur case noire c7 · Pion noir sur case blanche d7 · Dame noire sur case noire e7 · Pion noir sur case noire g7 · Pion noir sur case noire b6 · Pion noir sur case blanche e6 · Cavalier blanc sur case noire f6 · Pion blanc sur case noire d4 · Cavalier blanc sur case blanche g4 · Pion blanc sur case noire h4 · Pion blanc sur case noire g3 · Pion blanc sur case blanche a2 · Pion blanc sur case noire b2 · Pion blanc sur case blanche c2 · Roi blanc sur case noire d2 · Fou blanc sur case blanche e2 · Pion blanc sur case noire f2 · Tour blanche sur case noire h2 · Tour blanche sur case noire a1 · Roi noir sur case noire g1 | 4 |
| 3 | Tour noire sur case blanche a8 · Cavalier noir sur case noire b8 · Tour noire sur case noire f8 · Pion noir sur case noire a7 · Fou noir sur case blanche b7 · Pion noir sur case noire c7 · Pion noir sur case blanche d7 · Dame noire sur case noire e7 · Pion noir sur case noire g7 · Pion noir sur case noire b6 · Pion noir sur case blanche e6 · Cavalier blanc sur case noire f6 · Pion blanc sur case noire d4 · Cavalier blanc sur case blanche g4 · Pion blanc sur case noire h4 · Pion blanc sur case noire g3 · Pion blanc sur case blanche a2 · Pion blanc sur case noire b2 · Pion blanc sur case blanche c2 · Roi blanc sur case noire d2 · Fou blanc sur case blanche e2 · Pion blanc sur case noire f2 · Tour blanche sur case noire h2 · Tour blanche sur case noire a1 · Roi noir sur case noire g1 | Tour noire sur case blanche a8 · Cavalier noir sur case noire b8 · Tour noire sur case noire f8 · Pion noir sur case noire a7 · Fou noir sur case blanche b7 · Pion noir sur case noire c7 · Pion noir sur case blanche d7 · Dame noire sur case noire e7 · Pion noir sur case noire g7 · Pion noir sur case noire b6 · Pion noir sur case blanche e6 · Cavalier blanc sur case noire f6 · Pion blanc sur case noire d4 · Cavalier blanc sur case blanche g4 · Pion blanc sur case noire h4 · Pion blanc sur case noire g3 · Pion blanc sur case blanche a2 · Pion blanc sur case noire b2 · Pion blanc sur case blanche c2 · Roi blanc sur case noire d2 · Fou blanc sur case blanche e2 · Pion blanc sur case noire f2 · Tour blanche sur case noire h2 · Tour blanche sur case noire a1 · Roi noir sur case noire g1 | Tour noire sur case blanche a8 · Cavalier noir sur case noire b8 · Tour noire sur case noire f8 · Pion noir sur case noire a7 · Fou noir sur case blanche b7 · Pion noir sur case noire c7 · Pion noir sur case blanche d7 · Dame noire sur case noire e7 · Pion noir sur case noire g7 · Pion noir sur case noire b6 · Pion noir sur case blanche e6 · Cavalier blanc sur case noire f6 · Pion blanc sur case noire d4 · Cavalier blanc sur case blanche g4 · Pion blanc sur case noire h4 · Pion blanc sur case noire g3 · Pion blanc sur case blanche a2 · Pion blanc sur case noire b2 · Pion blanc sur case blanche c2 · Roi blanc sur case noire d2 · Fou blanc sur case blanche e2 · Pion blanc sur case noire f2 · Tour blanche sur case noire h2 · Tour blanche sur case noire a1 · Roi noir sur case noire g1 | Tour noire sur case blanche a8 · Cavalier noir sur case noire b8 · Tour noire sur case noire f8 · Pion noir sur case noire a7 · Fou noir sur case blanche b7 · Pion noir sur case noire c7 · Pion noir sur case blanche d7 · Dame noire sur case noire e7 · Pion noir sur case noire g7 · Pion noir sur case noire b6 · Pion noir sur case blanche e6 · Cavalier blanc sur case noire f6 · Pion blanc sur case noire d4 · Cavalier blanc sur case blanche g4 · Pion blanc sur case noire h4 · Pion blanc sur case noire g3 · Pion blanc sur case blanche a2 · Pion blanc sur case noire b2 · Pion blanc sur case blanche c2 · Roi blanc sur case noire d2 · Fou blanc sur case blanche e2 · Pion blanc sur case noire f2 · Tour blanche sur case noire h2 · Tour blanche sur case noire a1 · Roi noir sur case noire g1 | Tour noire sur case blanche a8 · Cavalier noir sur case noire b8 · Tour noire sur case noire f8 · Pion noir sur case noire a7 · Fou noir sur case blanche b7 · Pion noir sur case noire c7 · Pion noir sur case blanche d7 · Dame noire sur case noire e7 · Pion noir sur case noire g7 · Pion noir sur case noire b6 · Pion noir sur case blanche e6 · Cavalier blanc sur case noire f6 · Pion blanc sur case noire d4 · Cavalier blanc sur case blanche g4 · Pion blanc sur case noire h4 · Pion blanc sur case noire g3 · Pion blanc sur case blanche a2 · Pion blanc sur case noire b2 · Pion blanc sur case blanche c2 · Roi blanc sur case noire d2 · Fou blanc sur case blanche e2 · Pion blanc sur case noire f2 · Tour blanche sur case noire h2 · Tour blanche sur case noire a1 · Roi noir sur case noire g1 | Tour noire sur case blanche a8 · Cavalier noir sur case noire b8 · Tour noire sur case noire f8 · Pion noir sur case noire a7 · Fou noir sur case blanche b7 · Pion noir sur case noire c7 · Pion noir sur case blanche d7 · Dame noire sur case noire e7 · Pion noir sur case noire g7 · Pion noir sur case noire b6 · Pion noir sur case blanche e6 · Cavalier blanc sur case noire f6 · Pion blanc sur case noire d4 · Cavalier blanc sur case blanche g4 · Pion blanc sur case noire h4 · Pion blanc sur case noire g3 · Pion blanc sur case blanche a2 · Pion blanc sur case noire b2 · Pion blanc sur case blanche c2 · Roi blanc sur case noire d2 · Fou blanc sur case blanche e2 · Pion blanc sur case noire f2 · Tour blanche sur case noire h2 · Tour blanche sur case noire a1 · Roi noir sur case noire g1 | Tour noire sur case blanche a8 · Cavalier noir sur case noire b8 · Tour noire sur case noire f8 · Pion noir sur case noire a7 · Fou noir sur case blanche b7 · Pion noir sur case noire c7 · Pion noir sur case blanche d7 · Dame noire sur case noire e7 · Pion noir sur case noire g7 · Pion noir sur case noire b6 · Pion noir sur case blanche e6 · Cavalier blanc sur case noire f6 · Pion blanc sur case noire d4 · Cavalier blanc sur case blanche g4 · Pion blanc sur case noire h4 · Pion blanc sur case noire g3 · Pion blanc sur case blanche a2 · Pion blanc sur case noire b2 · Pion blanc sur case blanche c2 · Roi blanc sur case noire d2 · Fou blanc sur case blanche e2 · Pion blanc sur case noire f2 · Tour blanche sur case noire h2 · Tour blanche sur case noire a1 · Roi noir sur case noire g1 | Tour noire sur case blanche a8 · Cavalier noir sur case noire b8 · Tour noire sur case noire f8 · Pion noir sur case noire a7 · Fou noir sur case blanche b7 · Pion noir sur case noire c7 · Pion noir sur case blanche d7 · Dame noire sur case noire e7 · Pion noir sur case noire g7 · Pion noir sur case noire b6 · Pion noir sur case blanche e6 · Cavalier blanc sur case noire f6 · Pion blanc sur case noire d4 · Cavalier blanc sur case blanche g4 · Pion blanc sur case noire h4 · Pion blanc sur case noire g3 · Pion blanc sur case blanche a2 · Pion blanc sur case noire b2 · Pion blanc sur case blanche c2 · Roi blanc sur case noire d2 · Fou blanc sur case blanche e2 · Pion blanc sur case noire f2 · Tour blanche sur case noire h2 · Tour blanche sur case noire a1 · Roi noir sur case noire g1 | 3 |
| 2 | Tour noire sur case blanche a8 · Cavalier noir sur case noire b8 · Tour noire sur case noire f8 · Pion noir sur case noire a7 · Fou noir sur case blanche b7 · Pion noir sur case noire c7 · Pion noir sur case blanche d7 · Dame noire sur case noire e7 · Pion noir sur case noire g7 · Pion noir sur case noire b6 · Pion noir sur case blanche e6 · Cavalier blanc sur case noire f6 · Pion blanc sur case noire d4 · Cavalier blanc sur case blanche g4 · Pion blanc sur case noire h4 · Pion blanc sur case noire g3 · Pion blanc sur case blanche a2 · Pion blanc sur case noire b2 · Pion blanc sur case blanche c2 · Roi blanc sur case noire d2 · Fou blanc sur case blanche e2 · Pion blanc sur case noire f2 · Tour blanche sur case noire h2 · Tour blanche sur case noire a1 · Roi noir sur case noire g1 | Tour noire sur case blanche a8 · Cavalier noir sur case noire b8 · Tour noire sur case noire f8 · Pion noir sur case noire a7 · Fou noir sur case blanche b7 · Pion noir sur case noire c7 · Pion noir sur case blanche d7 · Dame noire sur case noire e7 · Pion noir sur case noire g7 · Pion noir sur case noire b6 · Pion noir sur case blanche e6 · Cavalier blanc sur case noire f6 · Pion blanc sur case noire d4 · Cavalier blanc sur case blanche g4 · Pion blanc sur case noire h4 · Pion blanc sur case noire g3 · Pion blanc sur case blanche a2 · Pion blanc sur case noire b2 · Pion blanc sur case blanche c2 · Roi blanc sur case noire d2 · Fou blanc sur case blanche e2 · Pion blanc sur case noire f2 · Tour blanche sur case noire h2 · Tour blanche sur case noire a1 · Roi noir sur case noire g1 | Tour noire sur case blanche a8 · Cavalier noir sur case noire b8 · Tour noire sur case noire f8 · Pion noir sur case noire a7 · Fou noir sur case blanche b7 · Pion noir sur case noire c7 · Pion noir sur case blanche d7 · Dame noire sur case noire e7 · Pion noir sur case noire g7 · Pion noir sur case noire b6 · Pion noir sur case blanche e6 · Cavalier blanc sur case noire f6 · Pion blanc sur case noire d4 · Cavalier blanc sur case blanche g4 · Pion blanc sur case noire h4 · Pion blanc sur case noire g3 · Pion blanc sur case blanche a2 · Pion blanc sur case noire b2 · Pion blanc sur case blanche c2 · Roi blanc sur case noire d2 · Fou blanc sur case blanche e2 · Pion blanc sur case noire f2 · Tour blanche sur case noire h2 · Tour blanche sur case noire a1 · Roi noir sur case noire g1 | Tour noire sur case blanche a8 · Cavalier noir sur case noire b8 · Tour noire sur case noire f8 · Pion noir sur case noire a7 · Fou noir sur case blanche b7 · Pion noir sur case noire c7 · Pion noir sur case blanche d7 · Dame noire sur case noire e7 · Pion noir sur case noire g7 · Pion noir sur case noire b6 · Pion noir sur case blanche e6 · Cavalier blanc sur case noire f6 · Pion blanc sur case noire d4 · Cavalier blanc sur case blanche g4 · Pion blanc sur case noire h4 · Pion blanc sur case noire g3 · Pion blanc sur case blanche a2 · Pion blanc sur case noire b2 · Pion blanc sur case blanche c2 · Roi blanc sur case noire d2 · Fou blanc sur case blanche e2 · Pion blanc sur case noire f2 · Tour blanche sur case noire h2 · Tour blanche sur case noire a1 · Roi noir sur case noire g1 | Tour noire sur case blanche a8 · Cavalier noir sur case noire b8 · Tour noire sur case noire f8 · Pion noir sur case noire a7 · Fou noir sur case blanche b7 · Pion noir sur case noire c7 · Pion noir sur case blanche d7 · Dame noire sur case noire e7 · Pion noir sur case noire g7 · Pion noir sur case noire b6 · Pion noir sur case blanche e6 · Cavalier blanc sur case noire f6 · Pion blanc sur case noire d4 · Cavalier blanc sur case blanche g4 · Pion blanc sur case noire h4 · Pion blanc sur case noire g3 · Pion blanc sur case blanche a2 · Pion blanc sur case noire b2 · Pion blanc sur case blanche c2 · Roi blanc sur case noire d2 · Fou blanc sur case blanche e2 · Pion blanc sur case noire f2 · Tour blanche sur case noire h2 · Tour blanche sur case noire a1 · Roi noir sur case noire g1 | Tour noire sur case blanche a8 · Cavalier noir sur case noire b8 · Tour noire sur case noire f8 · Pion noir sur case noire a7 · Fou noir sur case blanche b7 · Pion noir sur case noire c7 · Pion noir sur case blanche d7 · Dame noire sur case noire e7 · Pion noir sur case noire g7 · Pion noir sur case noire b6 · Pion noir sur case blanche e6 · Cavalier blanc sur case noire f6 · Pion blanc sur case noire d4 · Cavalier blanc sur case blanche g4 · Pion blanc sur case noire h4 · Pion blanc sur case noire g3 · Pion blanc sur case blanche a2 · Pion blanc sur case noire b2 · Pion blanc sur case blanche c2 · Roi blanc sur case noire d2 · Fou blanc sur case blanche e2 · Pion blanc sur case noire f2 · Tour blanche sur case noire h2 · Tour blanche sur case noire a1 · Roi noir sur case noire g1 | Tour noire sur case blanche a8 · Cavalier noir sur case noire b8 · Tour noire sur case noire f8 · Pion noir sur case noire a7 · Fou noir sur case blanche b7 · Pion noir sur case noire c7 · Pion noir sur case blanche d7 · Dame noire sur case noire e7 · Pion noir sur case noire g7 · Pion noir sur case noire b6 · Pion noir sur case blanche e6 · Cavalier blanc sur case noire f6 · Pion blanc sur case noire d4 · Cavalier blanc sur case blanche g4 · Pion blanc sur case noire h4 · Pion blanc sur case noire g3 · Pion blanc sur case blanche a2 · Pion blanc sur case noire b2 · Pion blanc sur case blanche c2 · Roi blanc sur case noire d2 · Fou blanc sur case blanche e2 · Pion blanc sur case noire f2 · Tour blanche sur case noire h2 · Tour blanche sur case noire a1 · Roi noir sur case noire g1 | Tour noire sur case blanche a8 · Cavalier noir sur case noire b8 · Tour noire sur case noire f8 · Pion noir sur case noire a7 · Fou noir sur case blanche b7 · Pion noir sur case noire c7 · Pion noir sur case blanche d7 · Dame noire sur case noire e7 · Pion noir sur case noire g7 · Pion noir sur case noire b6 · Pion noir sur case blanche e6 · Cavalier blanc sur case noire f6 · Pion blanc sur case noire d4 · Cavalier blanc sur case blanche g4 · Pion blanc sur case noire h4 · Pion blanc sur case noire g3 · Pion blanc sur case blanche a2 · Pion blanc sur case noire b2 · Pion blanc sur case blanche c2 · Roi blanc sur case noire d2 · Fou blanc sur case blanche e2 · Pion blanc sur case noire f2 · Tour blanche sur case noire h2 · Tour blanche sur case noire a1 · Roi noir sur case noire g1 | 2 |
| 1 | Tour noire sur case blanche a8 · Cavalier noir sur case noire b8 · Tour noire sur case noire f8 · Pion noir sur case noire a7 · Fou noir sur case blanche b7 · Pion noir sur case noire c7 · Pion noir sur case blanche d7 · Dame noire sur case noire e7 · Pion noir sur case noire g7 · Pion noir sur case noire b6 · Pion noir sur case blanche e6 · Cavalier blanc sur case noire f6 · Pion blanc sur case noire d4 · Cavalier blanc sur case blanche g4 · Pion blanc sur case noire h4 · Pion blanc sur case noire g3 · Pion blanc sur case blanche a2 · Pion blanc sur case noire b2 · Pion blanc sur case blanche c2 · Roi blanc sur case noire d2 · Fou blanc sur case blanche e2 · Pion blanc sur case noire f2 · Tour blanche sur case noire h2 · Tour blanche sur case noire a1 · Roi noir sur case noire g1 | Tour noire sur case blanche a8 · Cavalier noir sur case noire b8 · Tour noire sur case noire f8 · Pion noir sur case noire a7 · Fou noir sur case blanche b7 · Pion noir sur case noire c7 · Pion noir sur case blanche d7 · Dame noire sur case noire e7 · Pion noir sur case noire g7 · Pion noir sur case noire b6 · Pion noir sur case blanche e6 · Cavalier blanc sur case noire f6 · Pion blanc sur case noire d4 · Cavalier blanc sur case blanche g4 · Pion blanc sur case noire h4 · Pion blanc sur case noire g3 · Pion blanc sur case blanche a2 · Pion blanc sur case noire b2 · Pion blanc sur case blanche c2 · Roi blanc sur case noire d2 · Fou blanc sur case blanche e2 · Pion blanc sur case noire f2 · Tour blanche sur case noire h2 · Tour blanche sur case noire a1 · Roi noir sur case noire g1 | Tour noire sur case blanche a8 · Cavalier noir sur case noire b8 · Tour noire sur case noire f8 · Pion noir sur case noire a7 · Fou noir sur case blanche b7 · Pion noir sur case noire c7 · Pion noir sur case blanche d7 · Dame noire sur case noire e7 · Pion noir sur case noire g7 · Pion noir sur case noire b6 · Pion noir sur case blanche e6 · Cavalier blanc sur case noire f6 · Pion blanc sur case noire d4 · Cavalier blanc sur case blanche g4 · Pion blanc sur case noire h4 · Pion blanc sur case noire g3 · Pion blanc sur case blanche a2 · Pion blanc sur case noire b2 · Pion blanc sur case blanche c2 · Roi blanc sur case noire d2 · Fou blanc sur case blanche e2 · Pion blanc sur case noire f2 · Tour blanche sur case noire h2 · Tour blanche sur case noire a1 · Roi noir sur case noire g1 | Tour noire sur case blanche a8 · Cavalier noir sur case noire b8 · Tour noire sur case noire f8 · Pion noir sur case noire a7 · Fou noir sur case blanche b7 · Pion noir sur case noire c7 · Pion noir sur case blanche d7 · Dame noire sur case noire e7 · Pion noir sur case noire g7 · Pion noir sur case noire b6 · Pion noir sur case blanche e6 · Cavalier blanc sur case noire f6 · Pion blanc sur case noire d4 · Cavalier blanc sur case blanche g4 · Pion blanc sur case noire h4 · Pion blanc sur case noire g3 · Pion blanc sur case blanche a2 · Pion blanc sur case noire b2 · Pion blanc sur case blanche c2 · Roi blanc sur case noire d2 · Fou blanc sur case blanche e2 · Pion blanc sur case noire f2 · Tour blanche sur case noire h2 · Tour blanche sur case noire a1 · Roi noir sur case noire g1 | Tour noire sur case blanche a8 · Cavalier noir sur case noire b8 · Tour noire sur case noire f8 · Pion noir sur case noire a7 · Fou noir sur case blanche b7 · Pion noir sur case noire c7 · Pion noir sur case blanche d7 · Dame noire sur case noire e7 · Pion noir sur case noire g7 · Pion noir sur case noire b6 · Pion noir sur case blanche e6 · Cavalier blanc sur case noire f6 · Pion blanc sur case noire d4 · Cavalier blanc sur case blanche g4 · Pion blanc sur case noire h4 · Pion blanc sur case noire g3 · Pion blanc sur case blanche a2 · Pion blanc sur case noire b2 · Pion blanc sur case blanche c2 · Roi blanc sur case noire d2 · Fou blanc sur case blanche e2 · Pion blanc sur case noire f2 · Tour blanche sur case noire h2 · Tour blanche sur case noire a1 · Roi noir sur case noire g1 | Tour noire sur case blanche a8 · Cavalier noir sur case noire b8 · Tour noire sur case noire f8 · Pion noir sur case noire a7 · Fou noir sur case blanche b7 · Pion noir sur case noire c7 · Pion noir sur case blanche d7 · Dame noire sur case noire e7 · Pion noir sur case noire g7 · Pion noir sur case noire b6 · Pion noir sur case blanche e6 · Cavalier blanc sur case noire f6 · Pion blanc sur case noire d4 · Cavalier blanc sur case blanche g4 · Pion blanc sur case noire h4 · Pion blanc sur case noire g3 · Pion blanc sur case blanche a2 · Pion blanc sur case noire b2 · Pion blanc sur case blanche c2 · Roi blanc sur case noire d2 · Fou blanc sur case blanche e2 · Pion blanc sur case noire f2 · Tour blanche sur case noire h2 · Tour blanche sur case noire a1 · Roi noir sur case noire g1 | Tour noire sur case blanche a8 · Cavalier noir sur case noire b8 · Tour noire sur case noire f8 · Pion noir sur case noire a7 · Fou noir sur case blanche b7 · Pion noir sur case noire c7 · Pion noir sur case blanche d7 · Dame noire sur case noire e7 · Pion noir sur case noire g7 · Pion noir sur case noire b6 · Pion noir sur case blanche e6 · Cavalier blanc sur case noire f6 · Pion blanc sur case noire d4 · Cavalier blanc sur case blanche g4 · Pion blanc sur case noire h4 · Pion blanc sur case noire g3 · Pion blanc sur case blanche a2 · Pion blanc sur case noire b2 · Pion blanc sur case blanche c2 · Roi blanc sur case noire d2 · Fou blanc sur case blanche e2 · Pion blanc sur case noire f2 · Tour blanche sur case noire h2 · Tour blanche sur case noire a1 · Roi noir sur case noire g1 | Tour noire sur case blanche a8 · Cavalier noir sur case noire b8 · Tour noire sur case noire f8 · Pion noir sur case noire a7 · Fou noir sur case blanche b7 · Pion noir sur case noire c7 · Pion noir sur case blanche d7 · Dame noire sur case noire e7 · Pion noir sur case noire g7 · Pion noir sur case noire b6 · Pion noir sur case blanche e6 · Cavalier blanc sur case noire f6 · Pion blanc sur case noire d4 · Cavalier blanc sur case blanche g4 · Pion blanc sur case noire h4 · Pion blanc sur case noire g3 · Pion blanc sur case blanche a2 · Pion blanc sur case noire b2 · Pion blanc sur case blanche c2 · Roi blanc sur case noire d2 · Fou blanc sur case blanche e2 · Pion blanc sur case noire f2 · Tour blanche sur case noire h2 · Tour blanche sur case noire a1 · Roi noir sur case noire g1 | 1 |
|   | a | b | c | d | e | f | g | h |   |

Edward Lasker - Sir George Thomas

Londres, 29 octobre 1912, Défense Horwitz (en) (Code ECO : A40), :

1.d4 e6 2.Cf3 f5 3.Cc3 Cf6 4.Fg5 Fe7 5.Fxf6 Fxf6 6.e4 fxe4 7.Cxe4 b6 8.Ce5 O-O 9.Fd3 Fb7 10.Dh5!? De7?? (diagramme de gauche).
(si 10. ..Fxe5! 11.Dxe5 Cc6 ou 11.dxe5 Rf5 qui gagne un pion)
11.Dxh7+!! Rxh7 12.Cxf6+ Rh6 (12. ..Rh8 13.Cg6#)
13.Ceg4+ Rg5 14.h4+ Rf4 15.g3+ Rf3 16.Fe2+ Rg2 17.Th2+ Rg1 18. Rd2# (mat) 1-0 (ou 18. 0-0-0#) (diagramme de droite)

## Citations
« Il a souvent été dit que l'homme se distingue de l'animal en ce qu'il achète plus de livres qu'il ne peut en lire. Je suis d'avis que l'inclusion de quelques livres d'échecs aiderait à établir cette distinction de manière indubitable. »

— The Adventure of Chess

« Alors que les règles baroques du jeu d'échecs n'ont pu être inventées que par des humains, les règles du go sont si élégantes, si organiques, et si rigoureusement logiques que s'il existe des formes de vie intelligentes ailleurs dans l'univers, elles jouent très certainement au go. »

## Ouvrages
- (en) Chess Strategy, 2e édition, 1915 [lire en ligne]
- (en) Chess and Checkers: the Way to Mastership, 1918 [lire en ligne]
- (en) Go and Go-Moku, 1934 ; 1960
- (en) The Adventure of Chess, 1949 ; 1959  (ISBN 0-486-20510-X)
- (en) Chess Secrets I Learned from the Masters (semi-autobiographique et pédagogique), 1951, 1969  (ISBN 0-486-22266-7)
- (en) Chess for Fun and Chess for Blood, 2e édition, 1942  (ISBN 0-486-20146-5).